# Donatien Alphonse François de Sade
Marquis de Sade
Pour les articles homonymes, voir Sade.
Pour le groupe de rock, voir Marquis de Sade (groupe).
Donatien Alphonse François de Sade, communément appelé le Marquis de Sade, né le 2 juin 1740 à Paris et mort le 2 décembre 1814 à Charenton-Saint-Maurice, aujourd'hui Saint-Maurice dans le Val-de-Marne, est un homme de lettres, romancier, philosophe, voué à l'anathème en raison de la part accordée dans son œuvre à l'érotisme et à la pornographie, associés à des actes de violence et de cruauté (tortures, incestes, viols, pédophilie, meurtres, etc.). L'expression d'un athéisme anticlérical virulent est l'un des thèmes les plus récurrents de ses écrits. Il est l'auteur de nombreux ouvrages de divers genres qui ont fait de lui l’un des plus grands lettrés de la littérature mondiale.
Détenu sous tous les régimes politiques (monarchie, République, Consulat, Empire), il est resté enfermé — sur plusieurs périodes, pour des raisons et dans des conditions fort diverses — pendant vingt-sept ans sur les soixante-quatorze années que dura sa vie. Lui-même, en passionné de théâtre, écrit : « Les entractes de ma vie ont été trop longs ». Il meurt en détention à l'asile d'aliénés de Charenton.
De son vivant, les titres de « marquis de Sade » et de « comte de Sade » lui ont été alternativement attribués, mais il est plus connu par la postérité sous son titre de naissance de marquis. Dès la fin du XIXe siècle, il est surnommé le Divin Marquis, en référence au « divin Arétin », premier auteur érotique des temps modernes (XVIe siècle).
Occultée et clandestine pendant le XIXe siècle, son œuvre littéraire est réhabilitée au début du XXe siècle par Apollinaire et les surréalistes mais toujours interdite. Jean-Jacques Pauvert est le premier éditeur à braver la censure en publiant sous son nom ses œuvres. Poursuivi en 1956 pour outrage aux mœurs, défendu par maître Maurice Garçon, il est condamné, mais relaxé en appel en 1958. La dernière étape vers la reconnaissance est sans doute représentée par l’entrée de Sade dans la bibliothèque de la Pléiade en 1990.
Son nom est passé à la postérité sous forme de substantif. Dès 1834, les néologismes « sadique » et « sadisme », qui font référence aux actes de cruauté décrits dans ses œuvres, figurent dans un dictionnaire ; les deux mots finissent par être transposés dans diverses langues.

## Biographie

### Jeunesse
Le marquis de Sade naît à Paris le 2 juin 1740 à l’hôtel de Condé, de Jean Baptiste, comte de Sade, héritier de la maison de Sade, l'une des plus anciennes maisons de Provence, seigneur de Saumane et de Lacoste, co-seigneur de Mazan, et de Marie Éléonore de Maillé (1712-1777), parente et « dame d’accompagnement » de la princesse de Condé. De l'union du comte de Sade et de Marie Éléonore le 3 novembre 1733, naissent également deux filles, mortes en bas âge.

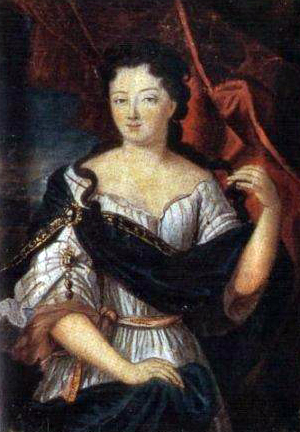
Marie Éléonore de Maillé de Carman, mère du marquis.

Baptisé à Saint-Sulpice, les parents, parrain et marraine s’étant fait représenter par des officiers de maison, il reçoit par erreur les prénoms de Donatien Alphonse François au lieu de Donatien, Aldonse (prénom d'origine provençale), Louis. Le marquis utilise dans la plupart de ses actes officiels les prénoms qui lui étaient destinés, entretenant une confusion qui aura des conséquences fâcheuses lorsqu'il se retrouvera, pendant la Révolution, inscrit par erreur sur la liste des émigrés. De fait, toute sa vie, il s'est appelé, fait appeler et a signé Louis[réf. nécessaire]. Une lettre du 19 avril 1792 à Gaufridy est encore signée " Louis " (Lely, 2004, p. 461, dans cette lettre il dit "ouvrez mes écrits", lesquels en 1792). Après la Terreur, dans les actes officiels, il utilise son état civil réel suite aux ennuis liés à l'émigration (Sade pendant la Révolution n'a jamais quitté la capitale, ce qui est exceptionnel pour un ex-noble).

Sur le blason de la maison de Sade, l’aigle impériale à deux têtes, concession faite à Elzéar de Sade, lors de sa visite en Avignon en 1415, par l’empereur Sigismond.

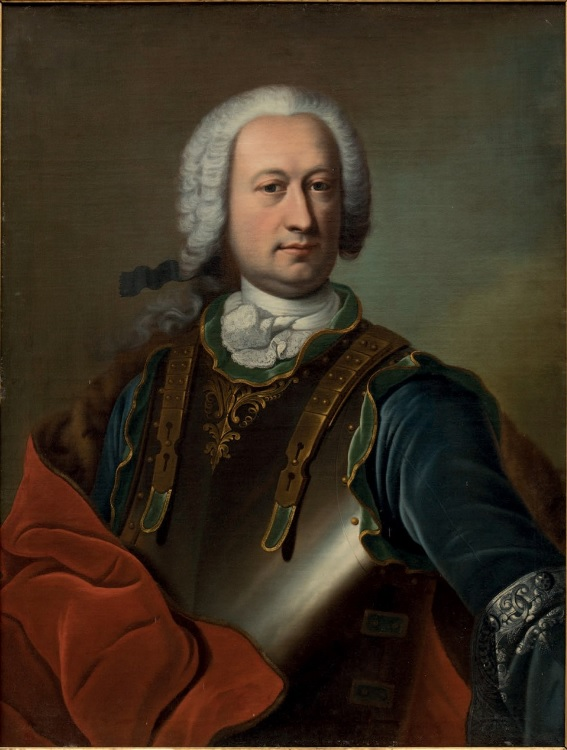
Le comte de Sade, père du marquis, militaire, diplomate, poète, philosophe et libertin.
Toile attribuée à Jean-Marc Nattier, vers 1750.

#### Titre de noblesse
Du vivant de son père, connu sous le titre de comte, Sade ne porte que celui de marquis. Il ne s’agit là, en vérité, que de titres de courtoisie, sans érection par lettres patentes du fief de Sade en fief de dignité. Après la mort de son père en 1767, il est indifféremment qualifié de marquis ou de comte : le parlement d'Aix, dans sa condamnation de 1772, lui donne le titre de « marquis de Sade », ainsi que le conseil de famille réuni en 1787 par ordonnance du Châtelet de Paris ; il est incarcéré à la Bastille en 1784 sous le nom de « sieur marquis de Sade » ; l’inscription de la pierre tombale de sa femme porte la mention de « Mme Renée-Pélagie de Montreuil, marquise de Sade » ; mais il est enfermé à Charenton en 1789 sous le nom de « comte de Sade » et qualifié dans son acte de décès, dressé en 1814, de « comte de Sade ». Au reste, Sade lui-même, à partir de 1800, décide d'abandonner tout titre et particule et signe, jusqu'à la fin de sa vie : « D.-A.-F. Sade ». Sur l'en-tête de son testament figure seulement : « Donatien-Alphonse-François Sade, homme de lettres ».

#### Parenté
Jean-Baptiste François Joseph de Sade, père de Donatien de Sade est, par droit d’aînesse, le chef de la famille. Il a deux frères, Jean-Louis-Balthazar, commandeur de l’ordre de Malte, puis bailli et grand prieur de Toulouse, ainsi que Jacques-François, abbé commendataire d’Ébreuil. Il a également cinq sœurs, dont quatre vivent en religion. La cinquième épouse le marquis de Villeneuve-Martignan, qui fit construire à Avignon l'hôtel seigneurial aujourd'hui musée Calvet, à l'entrée duquel on peut encore voir le blason des Sade. Donatien aima et admira son père autant qu’il ignora sa mère tenue à l’écart par son mari avant de se retirer dans un couvent.
Homme d’esprit, grand séducteur, prodigue et libertin, avant de revenir à la religion à l’approche de la cinquantaine, le père du marquis est le premier Sade à quitter la Provence et à s’aventurer à la Cour. Il devient le favori et le confident du prince de Condé qui gouverne la France pendant deux ans à la mort du Régent. À vingt-cinq ans, ses maîtresses se comptent parmi les plus grands noms de la cour : la propre sœur du prince de Condé, Mlle de Charolais, ancienne maîtresse royale, les duchesses de La Trémoille, de Clermont-Tonnerre, jusqu’à la jeune princesse de Condé, de vingt-deux ans moins âgée que son mari et très surveillée par ce dernier. C'est pour la conquête de celle-ci qu'il épousera en 1733 la fille de sa dame d’honneur, Mlle de Maillé de Carman, sans fortune, mais alliée à la branche cadette des Bourbon-Condé. Comme son frère l'abbé, il est assez lié avec Voltaire et a des prétentions littéraires. Capitaine de dragons dans le régiment du prince, puis aide de camp du maréchal de Villars pendant les campagnes de 1734-1735, il obtient du roi en 1739 la charge de lieutenant général des provinces de Bresse, Bugey, Valromey et Gex qu’il achète 135 000 livres et qui lui rapporte en gratifications 10 200 livres par an. Il se lance dans la diplomatie, se voit confier une négociation secrète à la cour de Londres, est nommé ambassadeur à la cour de Russie, nomination remise en cause à la mort du tsar Pierre II, puis ministre plénipotentiaire auprès de l'Électeur de Cologne. Sa conduite pendant son ambassade, puis une imprudente attaque contre la maîtresse du roi, lui vaudra le ressentiment de Louis XV et il ne sera plus employé que pour des postes sans conséquence.

#### Éducation
Donatien passe les trois premières années de sa vie à l’hôtel de Condé éloigné de ses parents. Élevé avec la conviction d’appartenir à une espèce supérieure, sa nature despotique et violente se révèle très tôt :

« Allié par ma mère, à tout ce que le royaume avait de plus grand ; tenant, par mon père, à tout ce que la province de Languedoc pouvait avoir de plus distingué ; né à Paris dans le sein du luxe et de l’abondance, je crus, dès que je pus raisonner, que la nature et la fortune se réunissaient pour me combler de leurs dons ; je le crus, parce qu’on avait la sottise de me le dire, et ce préjugé ridicule me rendit hautain, despote et colère ; il semblait que tout dût me céder, que l’univers entier dût flatter mes caprices, et qu’il n’appartenait qu’à moi seul et d’en former et de les satisfaire. »

De quatre à dix ans, son éducation est confiée à son oncle, l’abbé Jacques-François de Sade, qui l’héberge au château de Saumane près de L'Isle-sur-la-Sorgue, où il s’est retiré après une existence mondaine.
Abbé commendataire d’Ébreuil dans le Bourbonnais, ce cadet de famille embrasse l’état ecclésiastique, devenant vicaire général de l’archevêque de Toulouse, puis de celui de Narbonne, en 1735. Chargé, par les États de Languedoc, d’une mission à la cour, il réside plusieurs années à Paris, et se lie d’amitié avec Voltaire avec qui il correspond au moins jusqu’en 1765 (« Vous qui pensez/b… (diffère selon les versions) mieux que Pétrarque/ Et rimez aussi bien que lui » lui écrit ce dernier) et avec Émilie du Châtelet.
Historien de Pétrarque, « moins un abbé qu’un seigneur curieux de toutes choses, et singulièrement d’antiquités et d’histoire » selon Maurice Heine (il y a à Saumane une bibliothèque enrichie par l’abbé, un médaillier et un cabinet d’histoire naturelle que le marquis a toujours fort à cœur de conserver), ce sybarite selon un autre biographe, aime vivre et bien vivre, s’entourant de livres et de femmes.
À dix ans, Donatien entre au collège Louis-le-Grand que dirigent les pères jésuites, établissement alors le mieux fréquenté et le plus cher de la capitale. Les représentations théâtrales organisées par les pères sont sans doute à l’origine de la passion de Sade pour l’art du comédien et la littérature dramatique.

#### Capitaine au régiment de Bourgogne cavalerie
Il a à peine quatorze ans lorsqu’il est reçu à l’École des chevau-légers de la garde du roi, en garnison à Versailles, qui n’accepte que des jeunes gens de la plus ancienne noblesse. À seize ans, il prend part à la guerre de Sept Ans et reçoit son baptême du feu au siège de Port-Mahon où il s'illustre par sa témérité. À dix-sept ans, il obtient une commission de cornette (officier porte-drapeau), au régiment des carabiniers du comte de Provence, frère du futur Louis XVI. Lors de l'engagement de Krefeld le 23 juin 1758, il rapporte que le fils du maréchal De Belle Isle, Louis-Marie, qui commande la charge des carabiniers, est mortellement blessé à quelques pas de lui. À dix-neuf ans (1759), après les grades de cornette, sous-lieutenant et lieutenant, il est reçu comme capitaine au régiment de Bourgogne cavalerie avec l’appréciation suivante : « joint de la naissance et du bien à beaucoup d’esprit ; a l’honneur d’appartenir à M. le prince de Condé par Madame sa mère qui est Maillé-Brézé ». Il fait le reste de la Guerre de Sept Ans dans ce régiment. Celui-ci, bien éprouvé, ne participe pas à la dernière année du conflit et fusionne avec un autre reliquat. En janvier 1762, le régiment Bourgogne-Cavalerie est envoyé à Rethel, dans les Ardennes, pour se refaire. Sade termine sa carrière militaire avec le grade de Mestre de Camp-Commandant (commandant). La fin de la guerre, le manque d'argent, les projets de mariage et une réputation déjà mauvaise l'empêcheront d'exercer les fonctions de ce grade et le pousseront à quitter le service. Il est démobilisé le 16 mars 1763.
« Fort dérangé, mais fort brave. » La seule appréciation retrouvée sur ses états de service en 1763 montre que le jeune homme a été un cavalier courageux. Mais il a déjà la pire réputation. Il est joueur, prodigue et débauché. Il fréquente les coulisses des théâtres et les maisons des proxénètes. « Il est assurément peu de plus mauvaises écoles que celles des garnisons, peu où un jeune homme corrompe plus tôt et son ton et ses mœurs », écrit-il lui-même dans Aline et Valcour. Pour se débarrasser d’un fils qu’il sent « capable de faire toutes sortes de sottises », le comte de Sade lui cherche une riche héritière.
Donatien voudrait épouser Laure de Lauris-Castellane, héritière d’une vieille famille du Luberon dont il est amoureux fou et avec qui il a une liaison. Les deux familles se connaissent bien, le grand-père du marquis et M. de Lauris ont été syndics de la noblesse du Comtat Venaissin mais Mlle de Lauris est réticente, et le comte a fixé son choix sur l’héritière des Montreuil. « Tous les autres mariages ont rompu sur sa très mauvaise réputation» écrit-il.

### Mariage
Le 17 mai 1763, le mariage du marquis et de Renée-Pélagie, fille aînée de Cordier de Montreuil, président honoraire à la cour des Aides de Paris, de petite noblesse de robe, mais dont la fortune dépasse largement celle des Sade, est célébré à Paris en l'église Saint-Roch. Les conditions financières ont été âprement négociées par le comte de Sade et la présidente de Montreuil, femme énergique et autoritaire. Il n'existe pas de portrait de Renée-Pélagie qui manque peut-être d'agréments. Le comte de Sade, la voyant pour la première fois, la décrit ainsi à sa sœur : 

« Je n'ai pas trouvé la petite laide, dimanche ; elle est fort bien faite, la gorge fort jolie, le bras et la main fort blanche. Rien de choquant, un caractère charmant. »

La correspondance familiale montre, sans aucun doute possible, que le marquis et la nouvelle marquise se sont entendus à peu près parfaitement. « Il est très bien avec sa femme. Tant que cela durera, je lui passerai tout le reste » (le comte à l’abbé, juin 1763). « Leur tendre amitié paraît bien réciproque » (madame de Montreuil à l’abbé en août). Renée-Pélagie aima son mari tant qu’elle le put, jusqu’au bout de ses forces. Mais le marquis a plusieurs vies. Il continue de fréquenter les bordels, comme celui de la Brissault, et abrite ses nombreuses aventures dans des maisons qu'il loue à Paris, à Versailles et à Arcueil.
Le 29 octobre 1763, il est arrêté dans sa garçonnière rue Mouffetard pour « débauche outrée » et est enfermé au donjon de Vincennes, par lettre de cachet sur ordre du roi, à la suite d'une plainte déposée par une prostituée occasionnelle, Jeanne Testard. L'arrestation est due, plus qu'à la violence physique, aux blasphèmes et actes sacrilèges commis, qui sont des faits très graves pour la législation de l'époque. , écrit le comte de Sade à son frère l’abbé en novembre 1763. L'intervention personnelle du comte de Sade auprès du roi Louis XV le fait libérer au bout de quinze jours et assigner à résidence jusqu’en septembre 1764 au château d’Échauffour en Normandie chez ses beaux-parents.

Il succède à son père dans la charge de lieutenant-général aux provinces de Bresse, Bugey, Valromey et Gex. Il se rend à Dijon pour prononcer le discours de réception devant le parlement de Bourgogne. De retour à Paris, il a des liaisons avec des actrices connues pour leurs amours vénales avec de grands seigneurs : Mlle Colet, dont il tombe amoureux, Mlle Dorville, Mlle Le Clair, Mlle Beauvoisin, qu’il amène à La Coste, où il la laisse passer pour sa femme au grand scandale de sa famille. Il réplique assez brutalement à une de ses tantes, l’abbesse de Saint-Benoît, qui lui adresse une lettre de remontrance : 

« Vos reproches sont peu ménagés, ma chère tante. À vous parler vrai, je ne m’attendais pas à trouver dans la bouche d’une sainte religieuse des termes aussi forts. Je ne permets, ne souffre, ni n’autorise, que l’on prenne pour ma femme la personne qui est chez moi. […] Quand une de vos tantes, mariée comme moi, vivait ici publiquement avec un amoureux, regardiez-vous déjà La Coste comme un lieu maudit ? Je ne fais pas plus de mal qu’elle, et nous en ferons fort peu tous deux. Quant à celui de qui vous tenez ce que vous me dites (son oncle, l’abbé de Sade, qui réside au château de Saumane), tout prêtre qu’il est, il a toujours un couple de gueuses chez lui ; excusez, je me sers des mêmes termes que vous ; est-ce un sérail que son château, non, c’est mieux, c’est un bordel. Pardonnez mes travers, c’est l’esprit de famille que je prends, et si j’ai un reproche à me faire, c’est d’avoir eu le malheur d’y être né. Dieu me garde de tous les ridicules et vices dont elle fourmille. Je me croirais presque vertueux si Dieu me fait grâce de n’en adopter qu’une partie. Recevez, ma chère tante, les assurances de mon respect. »

En 1767, son père, le comte de Sade, meurt avant la naissance de son petit-fils. Le prince de Condé et la princesse de Conti acceptent d’être les parrains de son premier fils, Louis-Marie né le 27 août 1767.
Depuis la fin 1764, il est surveillé par la police. « Il était essentiel, même politiquement, que le magistrat chargé de la police de Paris, sût ce qui se passait chez les personnes notoirement galantes et dans les maisons de débauche » a écrit le lieutenant général de police de Paris Le Noir. Le marquis apparaît dans les rapports de l’inspecteur Marais qui vont devenir, avec les lettres de Mme de Montreuil, les principales sources sur la vie du marquis à cette période. L’inspecteur Marais note dans un rapport de 1764 : « J’ai fort recommandé à la Brissault, sans m’en expliquer davantage, de ne pas lui donner de filles pour aller avec lui en petites maisons. » Le 16 octobre 1767, il prophétise : « On ne tardera pas à entendre parler encore des horreurs du comte de Sade. »

### Scandales

#### L'affaire d'Arcueil

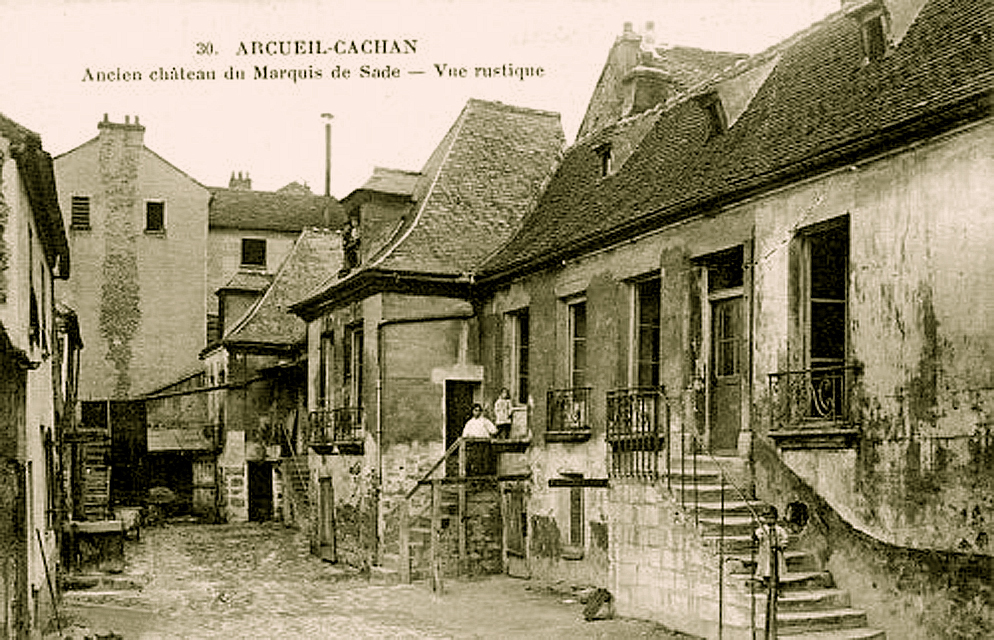
Maison d'Arcueil où Sade fit venir Rose Keller, le dimanche de Pâques, 3 avril 1768

On apprend, au printemps 1768, qu’un marquis a abusé de la pauvreté d'une veuve de trente-six ans, Rose Keller, demandant l'aumône place des Victoires : il a abordé la mendiante, lui a proposé une place de gouvernante et, sur son acceptation, l'a entraînée dans sa petite maison d'Arcueil. Là, il lui a fait visiter la maison, jusqu'à l'entraîner dans une chambre où il l'a attachée sur un lit, fouettée cruellement, enduit ses blessures de pommade et recommencé jusqu'à atteindre l'orgasme en la menaçant de la tuer si elle ne cessait de crier. Pour conclure, il l'a contrainte, puisque c'était le Dimanche de Pâques (sans doute Sade n'a-t-il pas choisi ce jour au hasard), à des pratiques blasphématoires. Rose réussit à s'enfuir par la fenêtre et à ameuter tout le village. L’affaire fait scandale, l’imaginaire collectif multiplie les détails qui viennent pimenter la relation des faits tandis que Restif de la Bretonne contribue à la mauvaise réputation du marquis en transformant la scène de flagellation en séance de vivisection. La rue et les salons s’émeuvent. La lettre de Madame du Deffand à Horace Walpole le 12 avril 1768 en témoigne.
La famille, Sade et Montreuil réunis, se mobilise pour soustraire Sade à la justice commune et le placer sous la juridiction royale. Pendant sept mois, il est incarcéré au château de Saumur, puis à celui de Pierre-Scise. La plaignante reçoit de l’argent. L’affaire est jugée au Parlement en juin et le roi, à la demande de la comtesse de Sade — le comte étant mort un an plus tôt — fait libérer le coupable en novembre, mais lui enjoint de se retirer dans ses terres.

#### L'affaire de Marseille
En 1769, Sade est en Provence. Bals et comédies se succèdent à Lacoste. En juin, naît à Paris son deuxième fils, Donatien-Claude-Armand, chevalier de Sade. Fin septembre, il voyage un mois en Hollande : Bruxelles, Rotterdam, La Haye, Amsterdam, peut-être pour y vendre un texte érotique. L'année suivante, il part pour l’armée pour y prendre ses fonctions de capitaine-commandant au régiment de Bourgogne cavalerie, mais l’officier supérieur qui le reçoit refuse de lui laisser prendre son commandement.
En 1771, il vend sa charge de capitaine commandant. Sa carrière militaire est terminée. Naissance de sa fille Madeleine Laure. Il passe la première semaine de septembre à la prison parisienne de For-l'Évêque pour dettes. Début novembre, il est à Lacoste avec sa femme, ses trois enfants, et sa jeune belle-sœur de dix-neuf ans, Anne-Prospère de Launay, chanoinesse séculière chez les Bénédictines, avec laquelle il va avoir une liaison violente et passionnée.

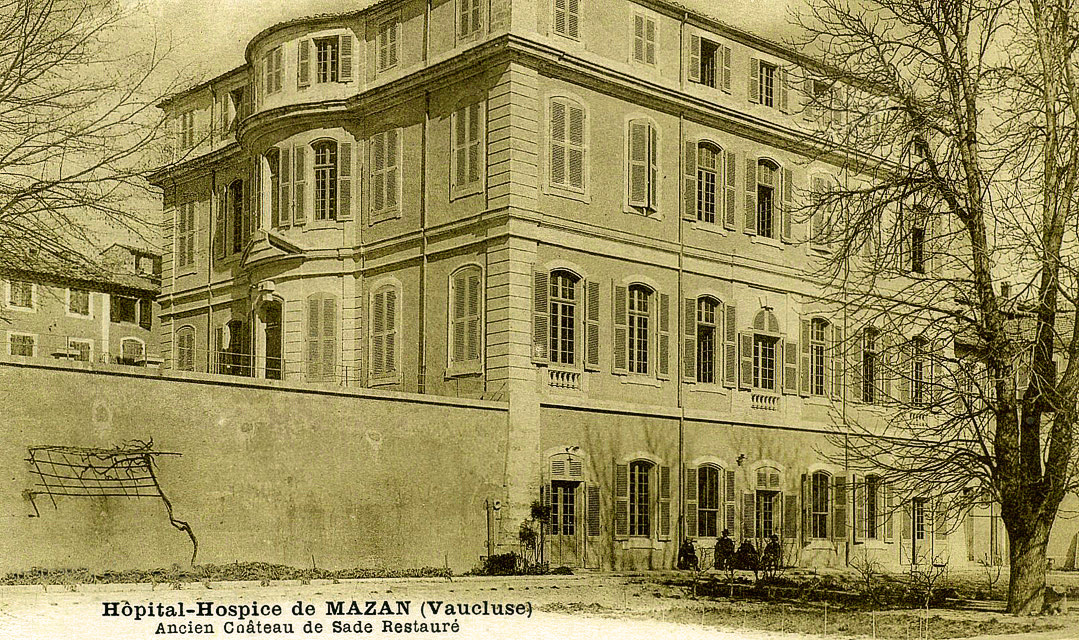
Le château de Mazan

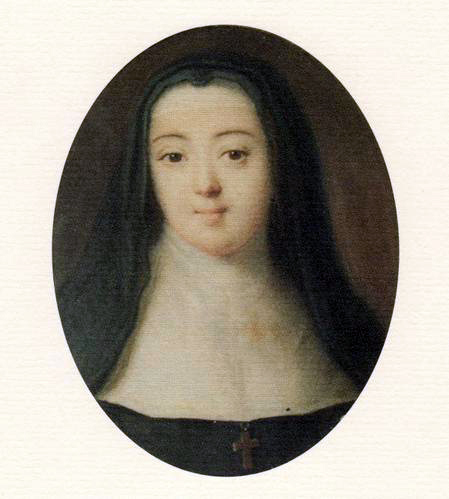
Anne-Prospère de Launay, chanoinesse de 19 ans, belle-sœur de Sade.
Je jure à M. le marquis de Sade, mon amant, de n’être jamais qu’à lui…

Sade a trente ans. Il mange la dot de sa femme et ses revenus. Il fait réparer son château de Lacoste (bien dégradé) de quarante-deux pièces, donne libre cours à sa passion pour la comédie : construction d’un théâtre à Mazan, aménagement de celui de Lacoste, embauche de comédiens. Il envoie des invitations à la noblesse des environs à des fêtes et à des représentations théâtrales dont il est le régisseur et le maître de scène. Nous avons le programme des vingt-cinq soirées théâtrales qui étaient prévues du 3 mai au 22 octobre 1772 à Lacoste et à Mazan et qui seront interrompues le 27 juin par l’affaire de Marseille : des pièces de Voltaire, Destouches, Chamfort, Gresset, Regnard, Sedaine, Le Père de famille de Diderot. Il remporte un franc succès et toutes et tous le trouvent « fort séduisant, d’une élégance extrême, une jolie voix, des talents, beaucoup de philosophie dans l’esprit ». L’argent fait défaut. Il s’endette pour payer ses « folles dépenses » (Mme de Montreuil). « Si sa passion dure, elle l’aura bientôt ruinée » (Abbé de Sade).

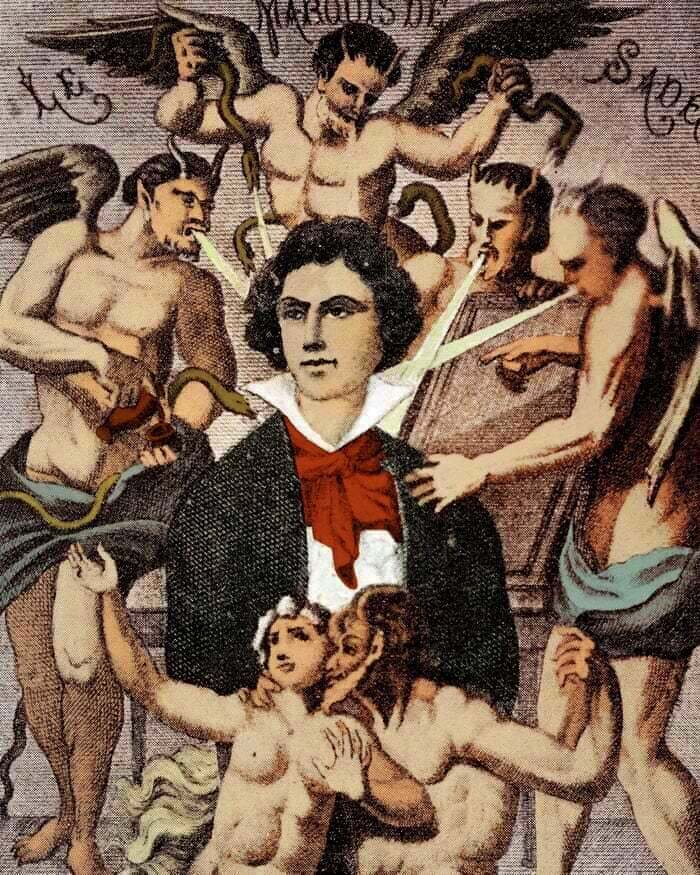
Portrait imaginaire du XIXe siècle, par H. Biberstein : Sade soumis aux quatre vents des suggestions diaboliques.

Tout aurait pu tomber dans l’oubli si le scandale n’avait à nouveau éclaté en juin 1772. L’affaire de Marseille succède à celle d’Arcueil. Il ne s’agit plus cette fois d’une fille mais de cinq. Le 25 juin 1772 à l’hôtel des Treize Cantons, le marquis a proposé à ses partenaires sexuelles des pastilles à la cantharide au cours d'une « soirée de Cythère » chez l'hôtesse Mariette Borely. Deux filles se croient empoisonnées, les autres sont malades. Comme en 1768, la rumeur enfle.
Le récit des Mémoires secrets de Bachaumont daté du 25 juillet 1772 en témoigne. L’aphrodisiaque est présenté dans l’opinion comme un poison. La participation active du valet justifie l’accusation de sodomie, punie alors du bûcher. La condamnation par contumace du parlement de Provence est cette fois la peine de mort pour empoisonnement et sodomie à l'encontre du marquis et de son valet. Le 12 septembre 1772 se déroule à Aix les exécutions en simulacre des deux hommes avec des mannequins grandeur nature (tête de l'effigie de Sade tranchée et celle de son valet pendue) qui sont ensuite jetés au feu.
Sade s’est enfui en Italie avec sa jeune belle-sœur Anne-Prospère de Launay qui lui signe de son sang une lettre passionnée : « Je jure à M. le marquis de Sade, mon amant, de n'être jamais qu'à lui. » Les amants sont à Venise fin juillet, visitent quelques autres villes d’Italie, puis la chanoinesse rentre brusquement en France à la suite d’une infidélité du marquis. Ce dernier a fixé sa résidence en Savoie, mais le roi de Sardaigne le fait arrêter le 8 décembre 1772 à Chambéry à la demande de sa famille et incarcérer au fort de Miolans.
Mme de Sade achète des gardiens qui le font évader le 30 avril 1773. Réfugié clandestinement dans son château — officiellement il est à l’étranger — le marquis échappe aux recherches, prenant le large quand il y a des alertes. Le 16 décembre 1773, un ordre du Roi enjoint au lieutenant général de police de s’assurer de sa personne. Dans la nuit du 6 janvier 1774, un exempt suivi de quatre archers et d’une troupe de cavaliers de la maréchaussée envahit le château. Sans résultat. En mars, Sade prend la route de l’Italie, déguisé en curé (« M. le curé a très bien fait son voyage à ce que dit le voiturier, excepté que la corde du bac où il était ayant cassé sur la Durance que l’on passe pour aller s’embarquer à Marseille, les passagers voulaient se confesser », écrit Madame de Sade le 19 mars. L’idée de devenir confesseur a dû intéresser Sade, malgré son manque d’entrain, commente Jean-Jacques Pauvert).

#### L'affaire des «petites filles»

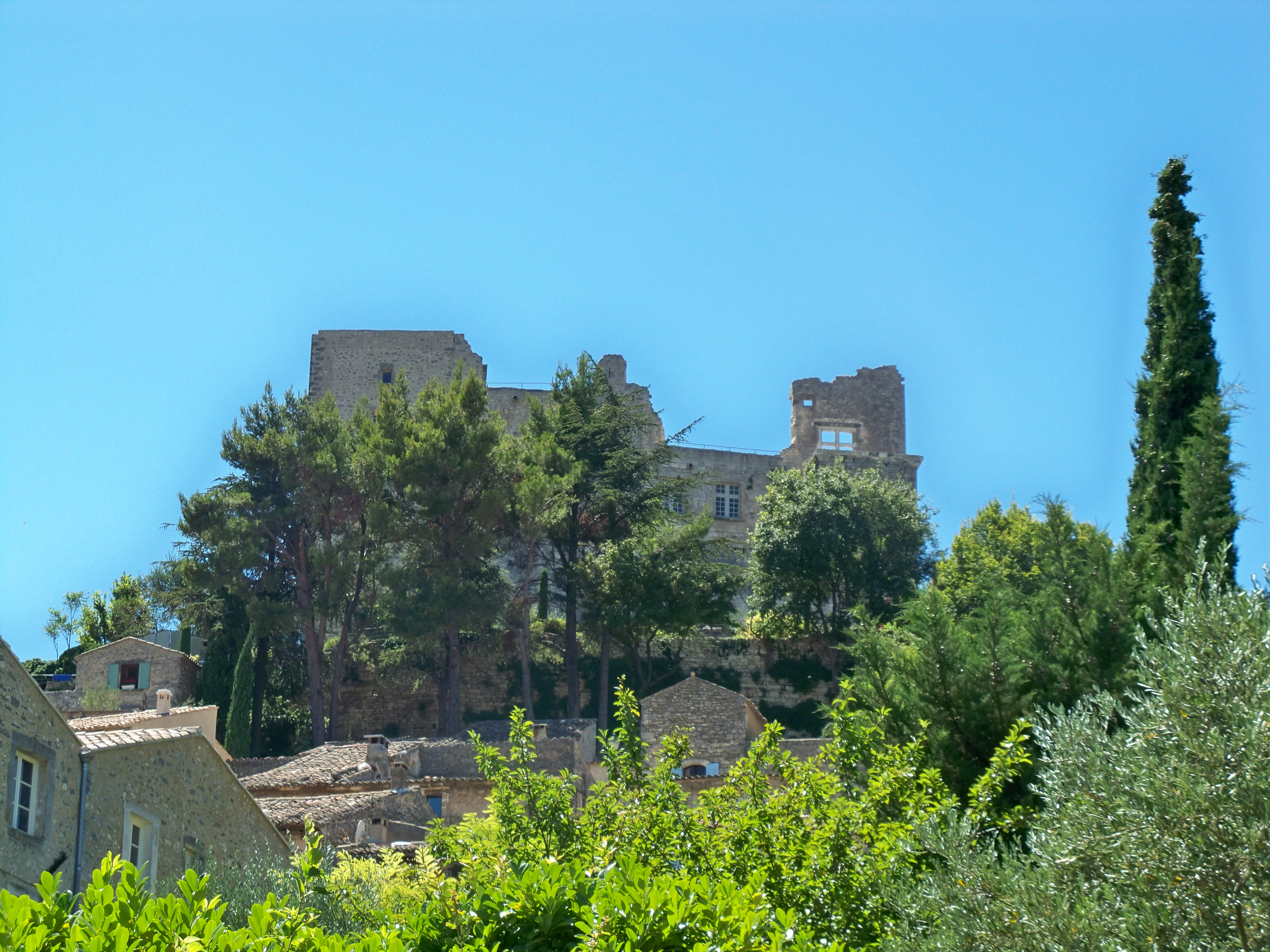
Le château familial de Lacoste bâti sur l’un des contreforts du Luberon, pillé à la Révolution, puis vendu.

La marquise et sa mère travaillent à obtenir la cassation de l’arrêt d’Aix, mais l’affaire de Marseille l’a cette fois coupé de son milieu. L'affaire des « petites filles » va le couper de sa famille.
« Nous sommes décidés, par mille raisons, à voir très peu de monde cet hiver… » écrit le marquis en novembre 1774. Il a recruté à Lyon et à Vienne comme domestiques cinq « très jeunes » filles et un jeune secrétaire ainsi que « trois autres filles d’âge et d’état à ne point être redemandées par leurs parents » auxquelles s’ajoute l’ancienne domesticité. Mais bientôt les parents déposent une plainte « pour enlèvement fait à leur insu et par séduction ». Une procédure criminelle est ouverte à Lyon. Le scandale est cette fois étouffé par la famille (toutes les pièces de la procédure ont disparu), mais l’affaire des petites filles nous est connue par les lettres conservées par le notaire Gaufridy (voir Correspondance), publiées en 1929 par Paul Bourdin.

« Les lettres du fonds Gaufridy ne disent pas tout, écrit ce dernier, mais elles montrent nettement ce que la prudence de la famille et les ordres du roi ont dérobé à la légende du marquis. Ce n’est pas dans les affaires trop célèbres de la Keller et de Marseille, mais dans les égarements domestiques de M. de Sade qu’il faut chercher la cause d’un emprisonnement qui va durer près de quatorze années et qui commence au moment même où l’on poursuit l’absolution judiciaire des anciens scandales. On verra par la suite avec quel soin madame de Montreuil s’est préoccupée de faire disparaître les traces de ces orgies. L’affaire est grave car le marquis a de nouveau joué du canif. Une des enfants, la plus endommagée, est conduite en secret à Saumane chez l’abbé de Sade qui se montre très embarrassé de sa garde et, sur les propos de la petite victime, accuse nettement son neveu. Une autre fille, Marie Tussin, du hameau de Villeneuve-de-Marc, a été placée dans un couvent de Caderousse, d’où elle se sauvera quelques mois plus tard. Le marquis prépare une réfutation en règle de ce qu’a dit l’enfant confiée à l’abbé, mais elle n’est pas la seule à avoir parlé. Les fillettes d’ailleurs n’accusent point la marquise et parlent au contraire d’elle « comme étant la première victime d’une fureur qu’on ne peut regarder que comme folie ». Leurs propos sont d’autant plus dangereux qu’elles portent, sur leurs corps et sur leurs bras, les preuves de leurs dires. Les priapées de la Coste ont peut-être inspiré les fantaisies littéraires des Cent vingt jours de Sodome, mais le canevas établi par le marquis passe de loin ces froides amplifications. « C’est un sabbat mené à bave-bouche avec le concours de l’office. Gothon y a probablement chevauché le balai sans entrer dans la danse, mais Nanon y a pris une part dont elle va rester toute alourdie ; les petites ravaudeuses de la marquise y ont livré leur peau au jeu des boutonnières et le jeune secrétaire a dû y faire la partie de flûte. »

##### Le voyage d’Italie (juillet 1775- mai 1776)
Dans ce contexte où il ne se sent plus en sûreté, Sade reprend la route de l'Italie le 17 juillet 1775 sous le nom de comte de Mazan. Il va en rapporter des dizaines de cahiers et dossiers en vue d’écrire un journal de voyage, projet inabouti car les portes de prison vont se refermer sur lui quelques mois après son retour en France. Sade puisera largement dans ces dossiers, quand il écrira l’Histoire de Juliette, pour évoquer le périple de l’héroïne dans la péninsule.
Retrouvé dans les archives familiales au château de Condé-en-Brie avec les dessins du peintre rouennais Jean-Baptiste Tierce, qui accueillit le marquis à Naples, le manuscrit du Voyage en Italie est publié une première fois par Gilbert Lely chez Tchou en 1967, puis en 1995 chez Fayard par Maurice Lever qui double le texte, transcrivant tous les dossiers de travail et notes préparatoires, et y ajoutant les 107 dessins et gouaches de Tierce.
La première étape du marquis est Florence que lui fait visiter le docteur Mesny, l’un des hommes les plus érudits de la ville pour qui il a une lettre de recommandation et avec qui il se liera d’amitié. À Florence, le marquis devient l’amant de Sara Goudar, femme de l’écrivain, aventurier et libertin, Ange Goudar, l’une des plus jolies femme de la ville « tant par la beauté de sa figure que par la supériorité de sa taille et la culture de son esprit. », tout en ayant une liaison passionnée — et brève — avec une des filles du docteur.
Il est à Rome le 27 octobre 1775. Grâce à Goudar, il est reçu par le cardinal de Bernis, ami de Casanova, alors ambassadeur de France à Rome et assiste à la cérémonie de couronnement du pape Pie VI. Mme de Sade, informée, va répandre en Provence la nouvelle d’un entretien de son mari en tête à tête avec le pape, prélude à sa conversion.
Sade arrive à Naples en janvier 1776, accueilli par Jean-Baptiste Tierce, gendre du docteur Mesny et fournisseur du cardinal de Bernis en paysages italiens, qui l'accompagne dans ses visites de monument et randonnées. Pris par le chargé des affaires de France à Naples pour un caissier de Lyon ayant fui en Italie avec la caisse, il se voit contraint de révéler son vrai nom et de se présenter au roi Ferdinand IV qui lui fait des offres de service qu’il refuse. Cet incident, qui le prive de son incognito, va provoquer son retour en France en mai 1776, accompagné de deux grandes caisses pleines de curiosités et d’antiquailles.

##### Retour, arrestation, cassation, évasion
Son retour en août à Lacoste fait surgir de nouvelles menaces. Le 17 janvier, le père d’une jeune servante (que M. et Mme de Sade ont rebaptisée Justine) vient réclamer sa fille et tire sur Sade. « Il a dit qu’il lui avait été dit qu’il pouvait me tuer en toute assurance et qu’il ne lui arriverait rien » s’indigne Sade à Gaufridy. Fin janvier, contre les avis de son entourage provençal (l’avocat aixois Reinaud qui a prévu l’événement écrit à Gaufridy le 8 février : « le marquis donne dans le pot au noir comme un nigaud […] Sur ma parole, le mois ne s’écoule point que notre champion soit coffré à Paris. » Peu de jours après, il demande « si notre Priape respire toujours le bon air »), le marquis décide de se rendre à Paris.
Il est arrêté dans la capitale le 13 février 1777 et incarcéré au donjon de Vincennes par lettre de cachet, à l’instigation de sa belle-mère, Madame de Montreuil. Cette dernière travaille toujours à la cassation de l'arrêt de Marseille pour l'honneur de la famille. Après d'innombrables démarches, elle obtient l'avis favorable du Conseil des dépêches, le 26 septembre 1777, mais le marquis devra comparaître devant le parlement d'Aix. Il est transféré du donjon de Vincennes à la prison royale d'Aix le 20 juin. Le procès s'ouvre le 22 et ne dure pas plus de trois semaines. Tout est réglé d'avance. La cour ne retient que les faits de « débauche et libertinage outré » et condamne le marquis à une aumône de 50 livres à payer à l'œuvre des prisons, une interdiction de trois ans de résidence à Marseille et une admonestation « de mettre à l'avenir plus de décence dans sa conduite ».
Sade est libre, l'honneur de la maison est sauf, mais le marquis toujours sous le coup de la lettre de cachet, doit regagner sa cellule de Vincennes. À l'auberge de Valence où ils font halte le 16 juillet, il réussit à échapper à ses quatre gardiens et s'évade.
Il se réfugie à Lacoste. Il est sur ses gardes, quittant le château à la moindre alerte, mais il se fait prendre le 26 août, à 4 heures du matin par l'inspecteur Marais à la tête de 4 exempts venus de Paris et de 6 gendarmes provençaux. Sa cavale aura duré 40 jours.

### Captivité au fort de Vincennes et à la Bastille
« Le plus honnête, le plus franc et le plus délicat des hommes, le plus compatissant, le plus bienfaisant, idolâtre de mes enfants, pour le bonheur desquels je me mettrais au feu […] Voilà mes vertus. Pour quant à mes vices : impérieux, colère, emporté, extrême en tout, d'un dérèglement d'imagination sur les mœurs qui de la vie n'a eu son pareil, athée jusqu'au fanatisme, en deux mots me voilà, et encore un coup, ou tuez-moi ou prenez-moi comme cela ; car je ne changerai pas. »

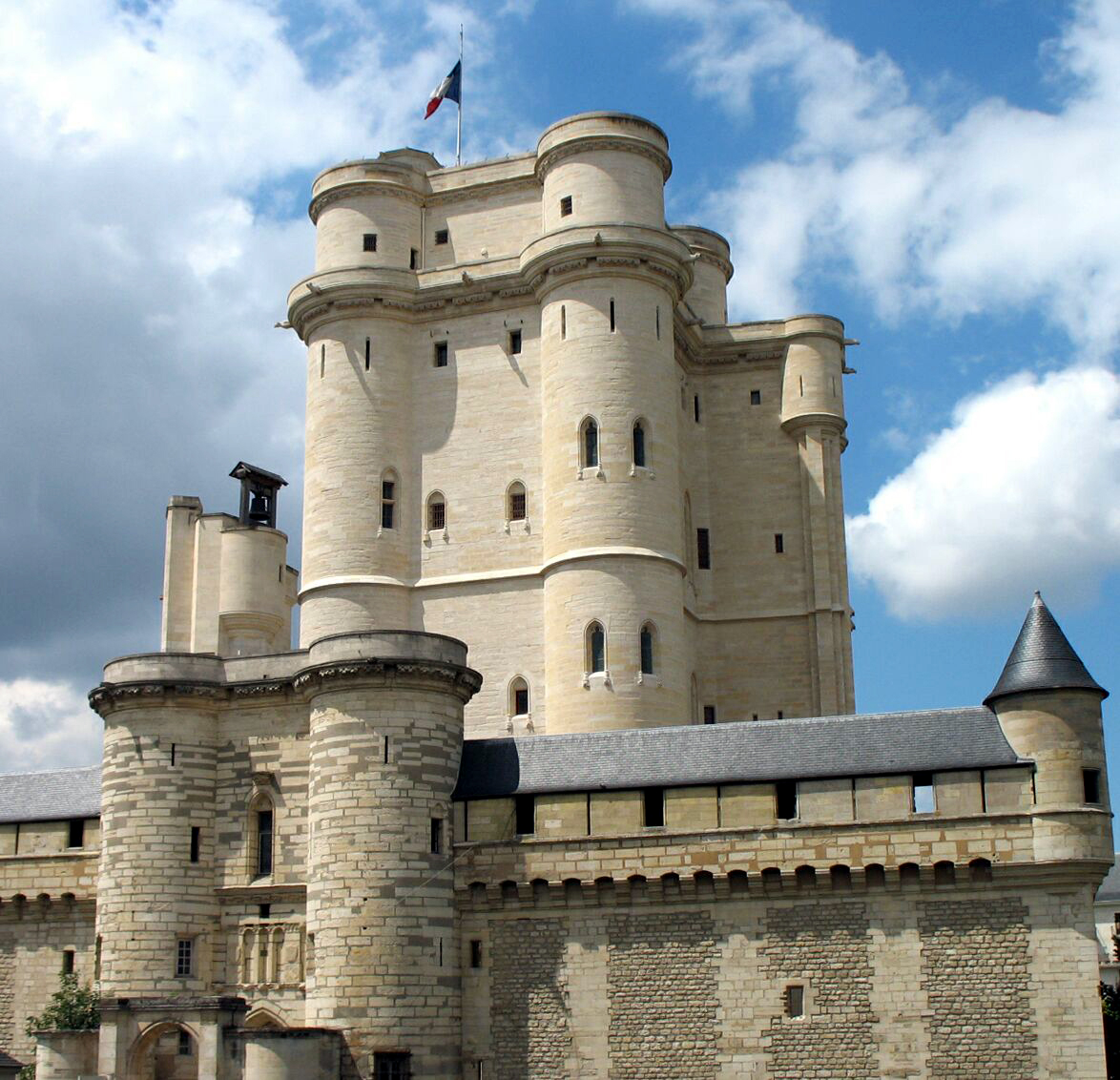
Le donjon de Vincennes : Sade y est enfermé en 1777, puis de 1778 à 1784, date de son transfert à la Bastille

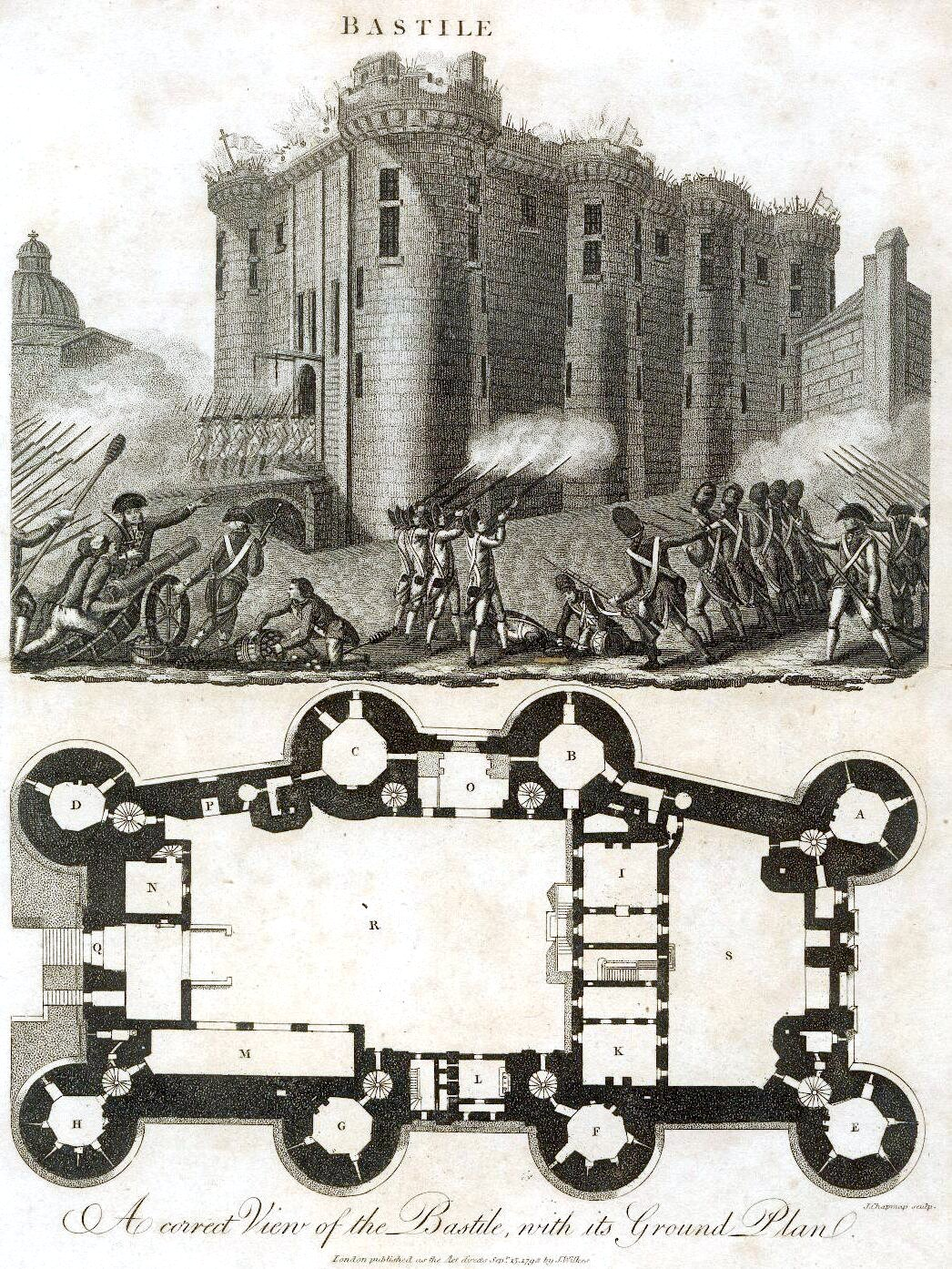
A la Bastille, Sade est enfermé, au 2e puis au 6e étage de la tour Liberté (B sur le plan).

Tel est le portrait que Sade trace de lui-même, dans une lettre à sa femme de septembre 1783. Et il ajoute :

« Si, comme vous le dites, on met ma liberté au prix du sacrifice de mes principes ou de mes goûts, nous pouvons nous dire un éternel adieu, car je sacrifierais, plutôt qu’eux, mille vies et mille libertés, si je les avais. »

Sade a trente-huit ans. Il restera onze ans enfermé, d'abord au donjon de Vincennes puis à la Bastille où il est transféré le 29 février 1784, le fort de Vincennes devant être désaffecté en tant que prison d'État. À Vincennes, il est « enfermé dans une tour sous dix-neuf portes de fer, recevant le jour par deux petites fenêtres garnies d’une vingtaine de barreaux chacune ». Il devient pour ses geôliers Monsieur le 6, d'après son numéro de cellule (que l'on visite encore aujourd'hui) selon l’usage dans les forteresses royales. Avant le 13 décembre 1780, il a pour voisin de cellule le jeune Mirabeau, en train d'écrire son Erotika Biblion.
À la Bastille, il est enfermé, au 2e puis au 6e étage de la tour Liberté. Chaque tour comporte 4, 5 ou 6 chambres superposées, généralement octogonales, de 6 à 7 mètres de largeur, avec environ 5 mètres sous plafond et une grande fenêtre barrée d'une triple grille. Comme à Vincennes, il devient la Deuxième Liberté.
Il a droit à un traitement de faveur, payant une forte pension. Mme de Montreuil, sa famille attendent de lui une conduite assagie pour faire abréger sa détention. Ce sera tout le contraire : altercation avec d’autres prisonniers dont Mirabeau, violences verbales et physiques, menaces, lettres ordurières à sa belle-mère et même à sa femme qui lui est pourtant entièrement dévouée. La présidente de Montreuil ne juge pas possible une libération. En 1785, sa femme écrit : « M. de Sade, c’est toujours la même chose : il ne peut retenir sa plume et cela lui fait un tort incroyable. » « L’effervescence de caractère ne change point », souligne Mme de Montreuil, « un long accès de folie furieuse », note Le Noir, traité dans une lettre de juillet 1783 de « foutu ganache » et de « protecteur-né des bordels de la capitale ».

La libération devenant improbable, la rage s’éternise dans ses lettres de Vincennes et de la Bastille : 

« Depuis que je ne puis plus lire ni écrire (de janvier à juillet 83, Sade perd presque totalement l’usage d’un œil), voilà le cent onzième supplice que j’invente pour elle (sa belle-mère Madame de Montreuil). Ce matin, je la voyais écorchée vive, traînée sur des chardons et jetée ensuite dans une cuve de vinaigre. Et je lui disais : exécrable créature, voilà, pour avoir vendu ton gendre à des bourreaux ! Voilà, pour avoir ruiné et déshonoré ton gendre ! Voilà, pour lui avoir fait perdre les plus belles années de sa vie, quand il ne tenait qu’à toi de le sauver après son jugement ! »

« Ma façon de penser, dites-vous, ne peut être approuvée. Eh, que m'importe ! Bien fou est celui qui adopte une façon de penser pour les autres ! Ma façon de penser est le fruit de mes réflexions ; elle tient à mon existence, à mon organisation. Je ne suis pas le maître de la changer ; je le serais, que je ne le ferais pas. Cette façon de penser que vous blâmez fait l'unique consolation de ma vie ; elle allège toutes mes peines en prison et j'y tiens plus qu'à la vie. Ce n'est point ma façon de penser qui a fait mon malheur, c'est celle des autres. »

Ce qui n’exclut pas chez le prisonnier Sade le recours à l’ironie : 

« Si j'avais eu Monsieur le 6 à guérir, je m'y serais pris bien différemment, car au lieu de l'enfermer avec des anthropophages, je l'aurais clôturé avec des filles ; je lui en aurais fourni en si bon nombre que le diable m'emporte si, depuis sept ans qu'il est là, l'huile de la lampe n'était pas consumée ! Quand on a un cheval trop fougueux, on le galope dans les terres labourées ; on ne l'enferme pas à l'écurie. […] Monsieur le 6, au milieu d'un sérail, serait devenu l'ami des femmes ; uniquement occupé de servir les dames et de satisfaire leurs délicats désirs, Monsieur le 6 aurait sacrifié tous les siens. Et voilà comme, dans le sein du vice, je l'aurais ramené à la vertu ! »

Ou lorsque l'administration pénitentiaire lui refuse les Confessions de Jean-Jacques Rousseau : 

« Me refuser les Confessions de Jean-Jacques est encore une excellente chose, surtout après m'avoir envoyé Lucrèce et les dialogues de Voltaire ; ça prouve un grand discernement, une judiciaire profonde dans vos directeurs. Hélas ! ils me font bien de l'honneur, de croire qu'un auteur déiste puisse être un mauvais livre pour moi ; je voudrais bien en être encore là. Vous n'êtes pas sublimes dans vos moyens de cure, Messieurs les directeurs ! […] Ayez le bon sens de comprendre que Rousseau peut être un auteur dangereux pour de lourds bigots de votre espèce, et qu'il devient un excellent livre pour moi. Jean-Jacques est à mon égard ce qu'est pour vous une Imitation de Jésus-Christ. La morale et la religion de Rousseau sont des choses sévères pour moi, et je les lis quand je veux m'édifier […] Vous avez imaginé faire merveille, je le parierais, en me réduisant à une abstinence atroce sur le péché de la chair. Eh bien, vous vous êtes trompés : vous avez échauffé ma tête, vous m'avez fait former des fantômes qu'il faudra que je réalise. »

Sans oublier des accès de folâtrerie dignes de Molière, ainsi sa réplique à son valet La Jeunesse le 8 octobre 1779 : 

« Tu fais l'insolent, mon fils ! Si j'étais là je te rosserais… Comment, vieux jean foutre de singe, visage de chiendent barbouillé de jus de mûre, échalas de la vigne de Noé, arête de la baleine de Jonas, vieille allumette de briquet de bordel, chandelle rance de vingt-quatre à la livre, sangle pourrie du baudet de ma femme, […] Ah, vieille citrouille confite dans du jus de punaise, troisième corne de la tête du diable, figure de morue allongée comme les deux oreilles d'une huître, savate de maquerelle, linge sale des choses rouges de Milli Printemps (Mlle de Rousset), si je te tenais, comme je t'en frotterais avec ton sale groin de pomme cuite qui ressemble à des marrons qui brûlent, pour t'apprendre à mentir de la sorte. »

L’incarcération l’amène à chercher dans l’imaginaire des compensations à ce que sa situation a de frustrant. Son interminable captivité excite jusqu’à la folie son imagination. Condamné pour débauches outrées, il se lance dans une œuvre littéraire qui s’en prend aux puissances sociales que sont la religion et la morale. « En prison entre un homme, il en sort un écrivain. », note Simone de Beauvoir.
Le 22 octobre 1785, il entreprend la mise au net des brouillons des Cent Vingt Journées de Sodome, sa première grande œuvre, un « gigantesque catalogue de perversions », selon Jean Paulhan. Afin d’éviter la saisie de l’ouvrage, il en recopie le texte d’une écriture minuscule et serrée sur 33 feuillets de 11,5 cm collés bout à bout et formant une bande de 12 m de long, remplie des deux côtés.
Le 2 juillet 1789, « il s’est mis hier à midi à sa fenêtre, et a crié de toutes ses forces, et a été entendu de tout le voisinage et des passants, qu’on égorgeait, qu’on assassinait les prisonniers de la Bastille, et qu’il fallait venir à leur secours », rapporte le marquis de Launay, gouverneur de la Bastille, qui obtient le transfert immédiat de « cet être que rien ne peut réduire » à Charenton, alors hospice de malades mentaux tenu par les frères de la Charité. On ne lui laisse rien emporter. « Plus de cent louis de meubles, six cents volumes dont quelques-uns fort chers et, ce qui est irréparable, quinze volumes de mes ouvrages manuscrits […] furent mis sous le scellé du commissaire de la Bastille. » La forteresse ayant été prise, pillée et démolie, Sade ne retrouvera ni le manuscrit, ni les brouillons. La perte d’un tel ouvrage lui fera verser des « larmes de sang ».

#### L'histoire du manuscrit desCent Vingt Journées de Sodome

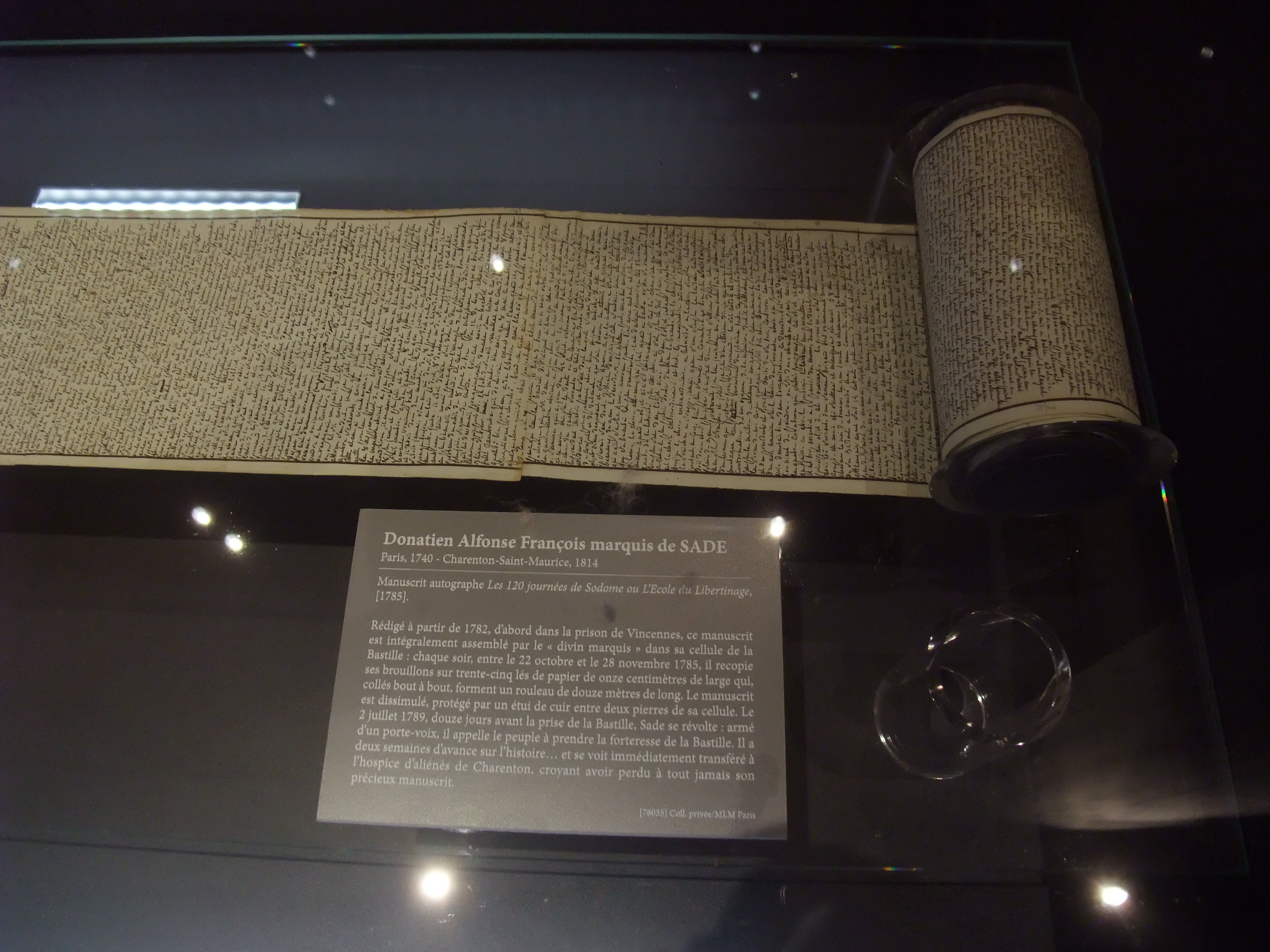
Le rouleau de la Bastille : le manuscrit des Cent-Vingt Journées de Sodome exposé en 2014 à l'hôtel de Bragelonne

En 2020, Michel Delon, dans son livre, La 121e journée, détaille l’incroyable histoire du manuscrit. Le rouleau aurait été trouvé dans la cellule de Sade, peut-être caché dans la fente d’un mur, par un ouvrier travaillant à la démolition de la Bastille, un certain Arnoux, originaire de Saint-Maximin-la-Sainte-Baume. Il devient en Provence la possession d'une famille de bibliophiles, les Villeneuve-Trans, qui le conserveront pendant trois générations. 
À la fin du XIXe siècle, il est vendu à Iwan Bloch, un médecin berlinois intéressé par la sexologie, qui publiera en 1904, sous le pseudonyme d’Eugène Dühren, une première version comportant de nombreuses erreurs de transcription. En 1929, après la mort de Bloch, Maurice Heine, mandaté par le célèbre couple de mécènes Charles et Marie-Laure de Noailles — cette dernière née Bischoffsheim étant une descendante du marquis —, rachète le manuscrit et en publie, de 1931 à 1935, une version, qui, en raison de sa qualité, peut être considérée comme la seule qui soit originale. 
En 1982, le manuscrit est volé à une descendante du vicomte de Noailles, exporté illégalement de France et revendu, à Genève, au collectionneur suisse, Gérard Nordmann (1930-1992). Entre-temps, en juin 1990, la France estime que le manuscrit a été volé et qu'il doit être restitué à la famille de Noailles. De son côté, en mai 1998, le tribunal fédéral helvétique estime que Nordmann a acquis en toute légalité le document. Il est exposé au public pour la première fois en 2004, à la fondation Martin Bodmer, près de Genève. En avril 2014, un compromis entre les familles est trouvé par Gérard Lhéritier, gestionnaire de la société Aristophil qui achète des manuscrits et en vend l’indivision à de nombreux investisseurs avec promesse de plus-value et rendement élevé, qui en devient acquéreur. Aristophil ouvre en 2004 un Musée des lettres et manuscrits dans l’hôtel de Bragelonne, où le rouleau est exposé en 2014 lors d’une exposition. 
En 2015, Gérard Lhéritier étant soupçonné d’escroquerie et de pratique commerciale trompeuse, la société Aristophil est mise en liquidation judiciaire et les collections mises en vente. Le rouleau de Sade est proposé à la vente en décembre 2017, estimé entre 4 et 6 millions. Deux jours avant la vente, il est classé trésor national par la ministre de la Culture, Françoise Nyssen pour son caractère exceptionnel par « sa forme particulière résultant des conditions de sa création en cellule lors de l’incarcération du marquis de Sade à la Bastille, son parcours fort mouvementé, sa réputation sulfureuse et son influence sur un certain nombre d’écrivains français du XXe siècle ». L’État lance en 2021 un appel au mécénat d'entreprise pour acquérir le manuscrit. La somme à réunir atteint 4,55 millions d’euros. Le 9 juillet 2021, le Ministère de la Culture annonce que le manuscrit a été acquis par l'État et sera conservé à la Bibliothèque de l'Arsenal à Paris.

### Sade et la Révolution

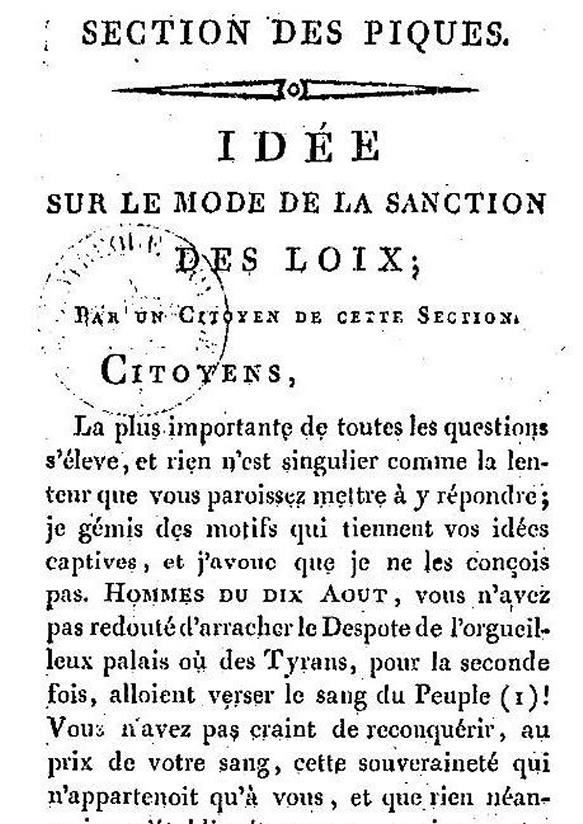
Sade met sa plume au service de la Section des Piques. Le 2 novembre 1792, il lit ce discours qui lui vaut les félicitations de ses collègues ; on en décide l’impression et l’envoit aux autres sections.

Rendu à la liberté le 2 avril 1790 par l’abolition des lettres de cachet, Sade s’installe à Paris.
Il a cinquante ans. Il est méconnaissable, physiquement marqué par ces treize années. Il a prodigieusement grossi. « J’ai acquis, faute d’exercice, une corpulence si énorme qu’à peine puis-je me remuer », reconnaît-il.
La marquise, réfugiée dans un couvent, demande la séparation de corps et l’obtient. Il fait la connaissance de Marie-Constance Quesnet, « Sensible », une comédienne de 33 ans qui ne le quittera plus jusqu’à sa mort. Les dévergondages de son imagination, il les réserve désormais à son œuvre. Dès que je serai libre, avait-il prévenu en 1782, « ce sera avec une bien grande satisfaction que, me relivrant à mon seul genre, je quitterai les pinceaux de Molière pour ceux de l’Arétin ».
Ses fils émigrent, il ne les suit pas. Il essaie de faire jouer ses pièces sans grand succès. Sa qualité de ci-devant le rend a priori suspect. Il se lance dans le mouvement révolutionnaire et met ses talents d'homme de lettres au service de sa section de la place Vendôme, la section des Piques — à laquelle appartient Robespierre. Et aussi les Montreuil ! Sade ne profitera pas de ce retournement de situation pour se venger de sa belle-mère qui l'a fait enfermer à Vincennes et à la Bastille. « J'ai fait passer, pendant ma présidence, les Montreuil à une liste épuratoire. Si j'avais dit un mot, ils étaient malmenés. Je me suis tu ; voilà comme je me venge », écrit-il à Gaufridy le 3 août 1793. Mais Sade n'a pas intérêt à voir ses beaux-parents déclarés « suspects », cela pourrait être dangereux pour lui et d'autre part, ce sont les Montreuil qui entretiennent sa femme et ses enfants.
En 1792, « Louis Sade, homme de lettres » est nommé secrétaire, puis en juillet 1793, président de la section des piques. Le 9 octobre 1793, il prononce le Discours aux mânes de Marat et de Le Peletier lors de la cérémonie organisée en hommage aux deux « martyrs de la liberté ». Entraîné par le succès de ses harangues et de ses pétitions, emporté par sa ferveur athée, il prend des positions extrêmes en matière de déchristianisation au moment où le mouvement va être désavoué par Robespierre et les sans-culottes les plus radicaux éliminés de la scène (les Hébertistes vont être exécutés le 24 mars).
Le 15 novembre, délégué à la Convention, il est chargé de rédiger et d'y lire, en présence de Robespierre qui déteste l'athéisme et les mascarades antireligieuses, une pétition sur l'abandon des « illusions religieuses » au nom de six sections :

« Législateurs, le règne de la philosophie vient anéantir enfin celui de l'imposture […] Envoyons la courtisane de Galilée se reposer de la peine qu’elle eut de nous faire croire, pendant dix-huit siècles, qu’une femme peut enfanter sans cesser d’être vierge ! Congédions aussi tous ses acolytes ; ce n’est plus auprès du temple de la Raison que nous pouvons révérer encore des Sulpice ou des Paul, des Magdeleine ou des Catherine… »

 Il s'expose imprudemment en cette occasion. « Sa masse considérable était-elle couverte d’une chasuble ? Tient-il la crosse en main ? A-t-il posé la mitre sur ses cheveux presque blancs ? Au moins — c’était pratiquement obligatoire en novembre 93 dans sa position, un bonnet rouge ? », se demande Pauvert. Une semaine plus tard, Robespierre répond dans son Discours pour la liberté des cultes prononcé au club des Jacobins : « Nous déjouerons dans leurs marches contre-révolutionnaires ces hommes qui n'ont eu d'autre mérite que celui de se parer d'un zèle anti-religieux… Oui, tous ces hommes faux sont criminels, et nous les punirons malgré leur apparent patriotisme. » Lever écrit : « Robespierre et Sade ! Le premier, cravaté de roideur vertueuse ne pouvait que mépriser l'adiposité de son collègue de section. Ce prototype du voluptueux lui inspira sûrement, dès la première rencontre, un insupportable dégoût […] L'antipathie de Robespierre dut se changer en haine après la pétition du 15 novembre. » Le 8 décembre, Sade est incarcéré aux Madelonnettes comme suspect. En janvier 1794, il est transféré aux Carmes, puis à Saint-Lazare. Le 27 mars, Constance Quesnet réussit à le faire transférer à Picpus, dans une maison de santé hébergeant de riches « suspects » incarcérés dans différentes prisons de Paris que l’on faisait passer pour malades, la maison Coignard, voisine et concurrente de la pension Belhomme, que Sade qualifie en 1794 de paradis terrestre.
Le 8 thermidor (26 juillet) il est condamné à mort par Fouquier-Tinville pour « intelligences et correspondances avec les ennemis de la République » avec vingt-sept autres accusés. Le lendemain (9 thermidor), l’huissier du Tribunal se transporte dans les diverses maisons d’arrêt de Paris pour les saisir au corps, mais cinq d’entre eux manquent à l’appel, dont Sade. Il est sauvé par la chute de Robespierre et quitte Picpus le 15 octobre. À quoi doit-il d’avoir échappé à la guillotine ? Au désordre des dossiers et à l’encombrement des prisons comme le pense Lely, ou aux démarches et aux pots-de-vin de Constance Quesnet qui a des amis au Comité de sûreté générale, comme le croient ses deux plus récents biographes Pauvert et Lever ? On en est réduit aux hypothèses. Il écrit à son homme d’affaires provençal le 21 janvier 1795 :

« Ma détention nationale, la guillotine sous les yeux m’a fait cent fois plus de mal que ne m’en avaient fait toutes les bastilles imaginables. »

Libéré, il cherche des moyens de subsistance. En 1795, il publie, ouvertement, Aline et Valcour, ou le Roman philosophique, un roman où deux amants font le tour du monde à la recherche l'un de l'autre, dans le goût de La Nouvelle Héloïse de Rousseau, qui passe inaperçu et, clandestinement, la Philosophie dans le boudoir, « sans doute tiré à très peu d'exemplaires et fort cher, qui s'efface aussitôt paru et ne refera surface qu'au XIXe siècle (toujours clandestinement bien entendu) ». En 1796, il vend le château de La Coste au député du Vaucluse Rovère. Il voyage en Provence avec Constance Quesnet de mai à septembre 1797 pour essayer de vendre les propriétés qui lui restent mais son nom se trouve par erreur sur la liste des émigrés du Vaucluse, l'administration le confondant avec son fils Louis-Marie qui a émigré, ce qui place ses biens sous séquestre et le prive de ses principaux revenus. Sa situation s’est considérablement dégradée. Aux abois, couvert de dettes, il doit gagner sa vie.
La production d’ouvrages clandestins pornographiques devient pour Sade une bénéfique ressource financière : en 1799, La Nouvelle Justine suivi de l’Histoire de Juliette, sa sœur, qu’il désavoue farouchement, lui permet de payer ses dettes les plus criardes. Les saisies de l’ouvrage n’interviendront qu’un an après sa sortie, mais déjà, l’étau se resserre. La presse se déchaîne contre lui et persiste à lui attribuer Justine en dépit de ses dénégations.
On lit dans la gazette L'Ami des Lois du 29 août 1799 :
« On assure que de Sade est mort. Le nom seul de cet infâme écrivain exhale une odeur cadavéreuse qui tue la vertu et inspire l’horreur : il est auteur de Justine ou les Malheurs de la vertu. Le cœur le plus dépravé, l’esprit le plus dégradé, l’imagination la plus bizarrement obscène ne peuvent rien inventer qui outrage autant la raison, la pudeur, l’humanité. »

### Une œuvre emblématique:Justine

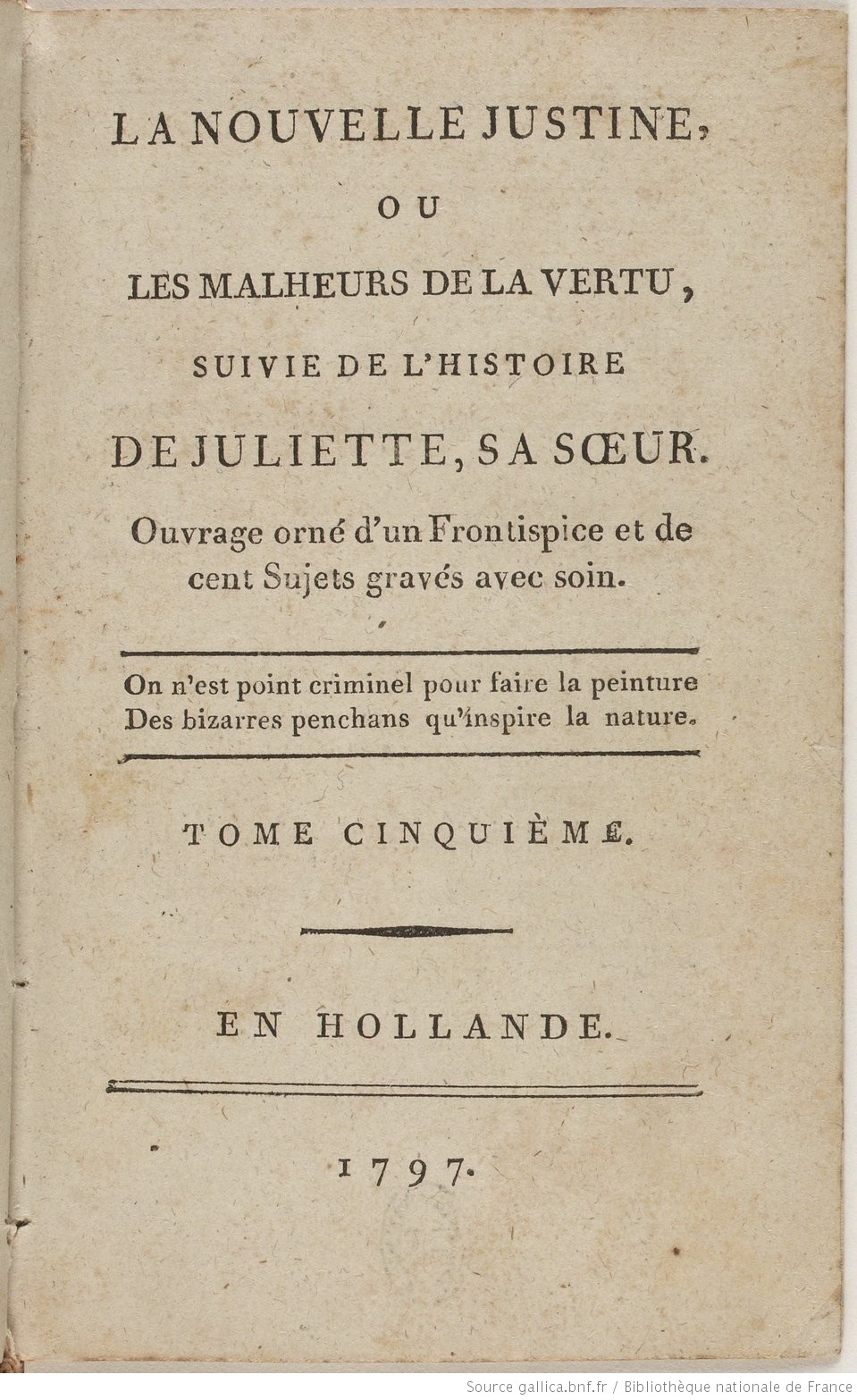
La Nouvelle Justine, édition de " 1797 " (fausse date pour 1799) en dix volumes.

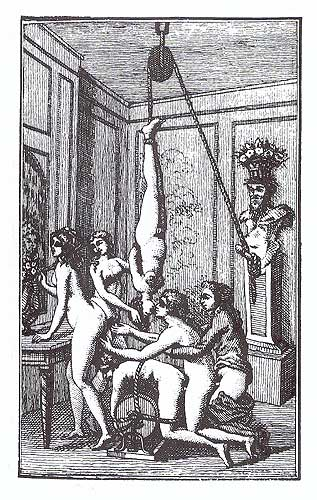
L'édition est illustrée de cent gravures obscènes.

Certaines figures de fiction ont accompagné leur créateur tout au long de leur vie : comme Faust pour Goethe ou Figaro pour Beaumarchais, c’est le cas de Justine pour Sade. Comme la plupart de ses romans, Justine est un texte d’une très grande violence, laquelle se manifeste sous la forme d’une force « fondamentalement brute ».
Une première version, Les Infortunes de la vertu, est rédigée à la Bastille en 1787, un conte philosophique au ton voltairien. Par étapes successives, l’auteur ajoute de nouveaux épisodes scabreux qu’il fait se succéder les uns aux autres, comme un feuilleton.
Une deuxième version, deux fois et demi plus longue, franchement pornographique, est publiée en 1791 après sa libération des prisons royales grâce à l'abolition des lettres de cachet. Sade annonce à Reinaud, son avocat à Aix : « On imprime actuellement un roman de moi, mais trop immoral pour être envoyé à un homme aussi pieux, aussi décent que vous. J’avais besoin d’argent, mon éditeur me le demandait bien poivré, et je lui ai fait capable d’empester le diable. On l’appelle Justine ou les Malheurs de la vertu. Brûlez-le et ne le lisez point s’il tombe entre vos mains : je le renie. »
Lors de l'été 1799, chez l'imprimeur Colnet du Ravel commence l'impression d'une troisième variation de la même histoire qui transforme le roman en « une fresque hallucinée et sanglante »; qui sera suivie de l’Histoire de Juliette, sa sœur, au début de l'année 1801. En tout, dix volumes, illustrés de cent gravures pornographiques, « la plus importante entreprise de librairie pornographique clandestine jamais vue dans le monde » selon Jean-Jacques Pauvert. Sade en désavouera toujours farouchement la paternité.
Le livre scandalise, mais surtout il fait peur : très vite on sent que la subversion l’emporte sur l’obscénité. C’est pourquoi les contemporains lui refusent ce minimum de tolérance dont bénéficient ordinairement les écrits licencieux. L’œuvre marque la naissance de la mythologie sadienne.

### Treize ans en psychiatrie

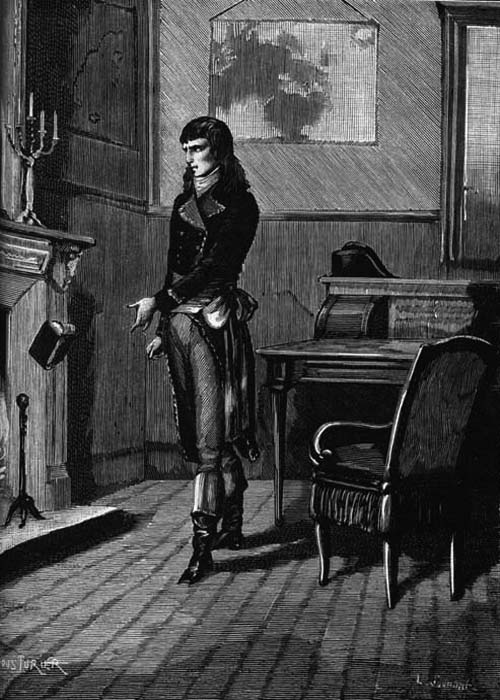
Bonaparte jetant Justine au feu :
Le livre le plus abominable qu’ait enfanté l’imagination la plus dépravée.

Le 6 mars 1801, une descente de police a lieu dans les bureaux de son imprimeur Nicolas Massé. Le Consulat a remplacé le Directoire. Le Premier consul Bonaparte négocie la réconciliation de la France et de la papauté et prépare la réouverture de Notre-Dame. Sade est arrêté. Il va être interné, sans jugement, à Sainte-Pélagie. En 1803, son attitude provoque des plaintes qui obligent les autorités à le faire transférer le 14 mars à Bicêtre, la « Bastille de la canaille », séjour trop infamant pour la famille qui obtient le 27 avril un nouveau transfert à l'asile de Charenton comme fou. Comme il jouissait de toutes ses facultés mentales, on invoqua l’obsession sexuelle : 

« Cet homme incorrigible, écrit le préfet Dubois, est dans un état perpétuel de démence libertine. »

Il reste, dans les Souvenirs de Charles Nodier, un portrait de Sade au moment de son transfert : 

« Un de ces messieurs se leva de très bonne heure parce qu’il allait être transféré, et qu’il en était prévenu. Je ne remarquai d’abord en lui qu’une obésité énorme, qui gênait assez ses mouvements pour l’empêcher de déployer un reste de grâce et d’élégance dont on retrouvait les traces dans l’ensemble de ses manières et dans son langage. Ses yeux fatigués conservaient cependant je ne sais quoi de brillant et de fin, qui s’y ranimait de temps à autre comme une étincelle expirante sur un charbon éteint. »

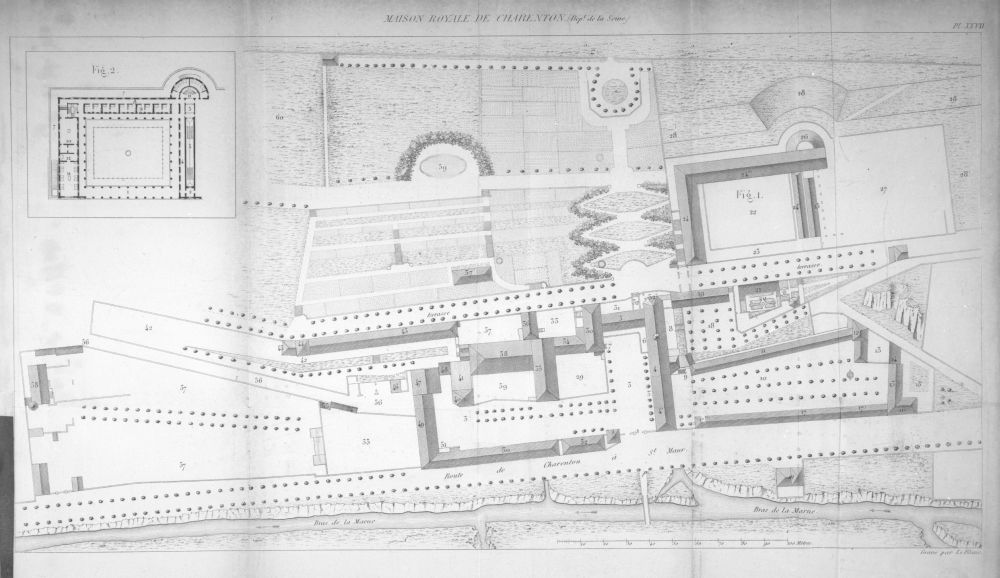
Plan de la maison de santé de Charenton en 1838.

À Charenton, il jouit de conditions privilégiées. Il occupe une chambre agréable que prolonge une petite bibliothèque, le tout donnant sur la verdure du côté de la Marne. Il se promène dans le parc à volonté, tient table ouverte, reçoit chez lui certains malades ou leur rend visite. Constance Quesnet, se faisant passer pour sa fille naturelle, vient le rejoindre en août 1804 et occupe une chambre voisine. Aussitôt enfermé, et pendant des années, il proteste et s’agite. Il fait l’objet d’une étroite surveillance. Sa chambre est régulièrement visitée par les services de police, chargés de saisir tout manuscrit licencieux qui pourrait s’y trouver. Le 5 juin 1807, la police saisit un manuscrit, Les Journées de Florbelle, « dix volumes d’atrocités, de blasphèmes, de scélératesse, allant au-delà des horreurs de Justine et de Juliette » écrit le préfet Dubois à son ministre Fouché.

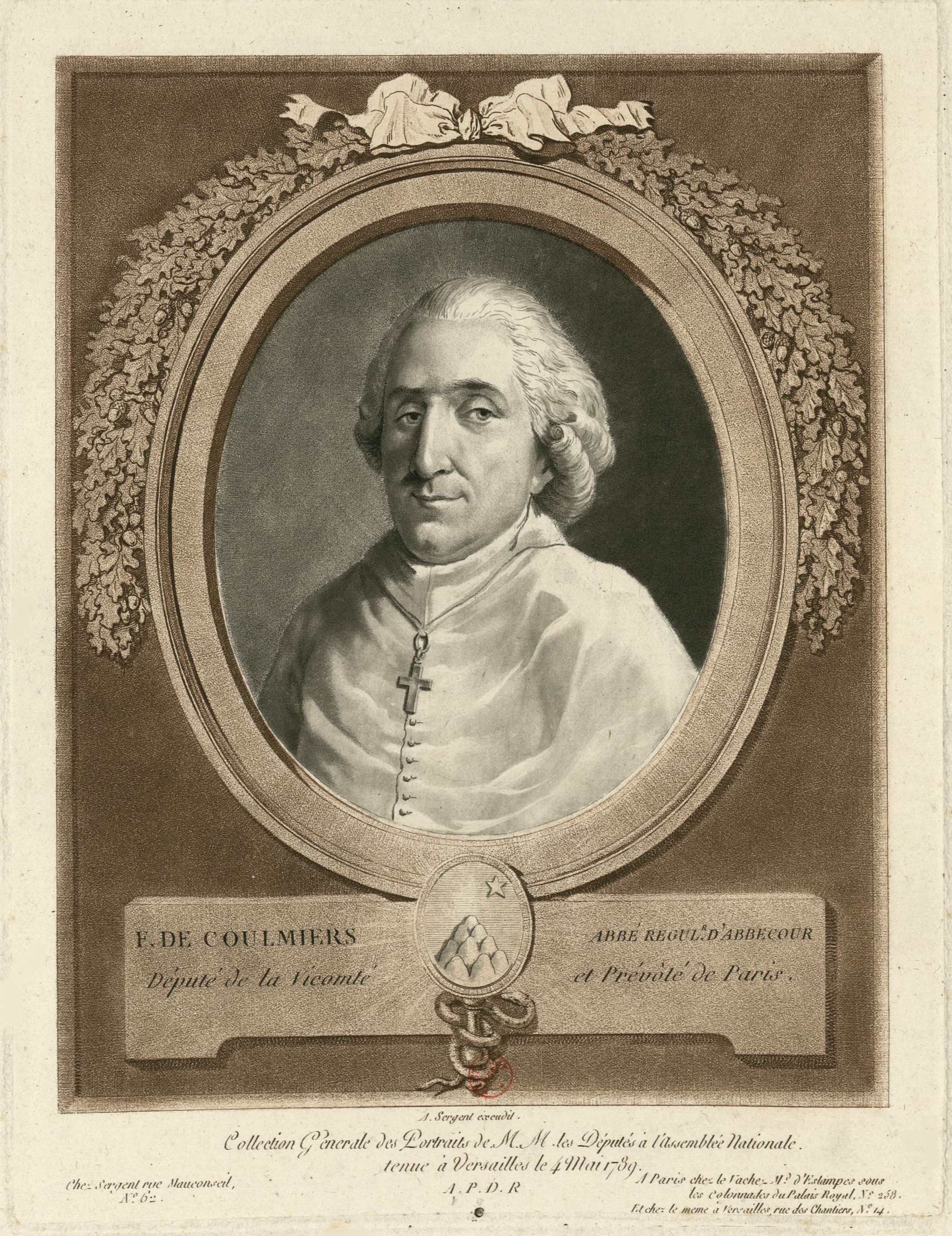
François Simonnet de Coulmiers, directeur de l'asile de Charenton.

Sade sympathise avec le directeur de Charenton, M. de Coulmiers. Ce dernier avait toujours cru aux vertus thérapeutiques du spectacle sur les maladies mentales. De son côté, le marquis nourrissait une passion sans bornes pour le théâtre. Il va devenir l’ordonnateur de fêtes qui défrayèrent la chronique de l’époque.
Coulmiers fait construire un véritable théâtre. En face de la scène s’élèvent des gradins destinés à recevoir une quarantaine de malades mentaux, choisis parmi les moins agités. Le reste de la salle peut recevoir environ deux cents spectateurs, exclusivement recrutés sur invitation. Très vite, il devient du dernier chic d’être convié aux spectacles de Charenton. La distribution des pièces comporte en général un petit nombre d’aliénés, les autres rôles étant tenus soit par des comédiens professionnels, soit par des amateurs avertis comme M. de Sade ou Marie-Constance Quesnet. Le marquis compose des pièces pour le théâtre et dirige les répétitions. 

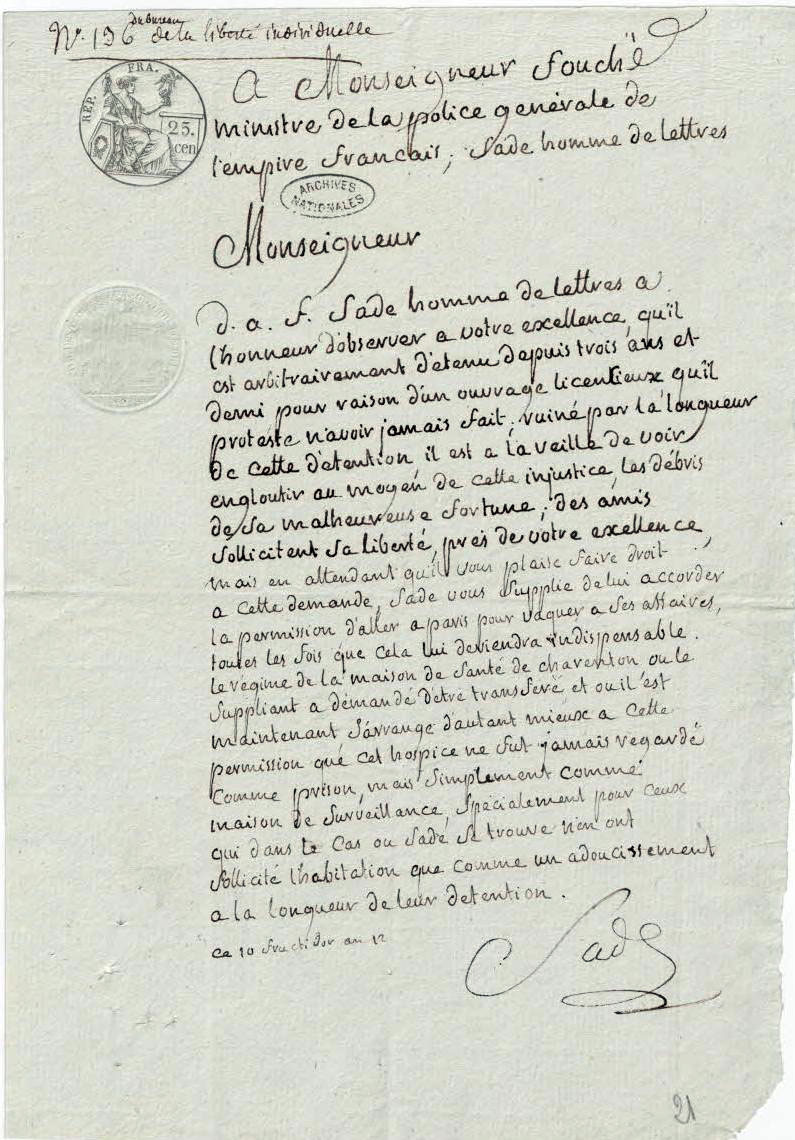
Supplique de Sade à Fouché en 1804 demandant l’assouplissement de sa détention.

Le médecin-chef, en désaccord avec le directeur, estime que la place de Sade n’est pas à l’hôpital mais « dans une maison de sûreté ou un château fort ». La liberté dont il jouit à Charenton est trop grande. Sade n’est pas fou mais rend fou. La société ne peut espérer le soigner, elle doit le soumettre à « la séquestration la plus sévère ». En 1808, le préfet Dubois ordonne son transfert au fort de Ham. La famille intervient auprès de Fouché qui révoque l’ordre et autorise Sade à demeurer à Charenton.

En 1810, Sade a soixante-dix ans. Mais l’auteur de Justine fait toujours peur aux autorités. Le nouveau ministre de l’Intérieur, le comte de Montalivet, resserre la surveillance : 

« considérant que le sieur de Sade est atteint de la plus dangereuse des folies ; que ses communications avec les autres habitués de la maison offrent des dangers incalculables ; que ses écrits ne sont pas moins insensés que ses paroles et sa conduite, […] il sera placé dans un local entièrement séparé, de manière que toute communication lui soit interdite sous quelque prétexte que ce soit. On aura le plus grand soin de lui interdire tout usage de crayons, d’encre, de plumes et de papier. »

On dispose d'une description physique de Sade, âgé de soixante-douze ans, dans les mémoires de Mlle Flore, artiste au théâtre des Variétés : « Il avait une assez belle tête un peu longue, les coins de la bouche retombaient avec un sourire dédaigneux. Ses yeux, petits mais brillants, étaient dissimulés sous une forte arcade qu'ombrageaient d'épais sourcils. »

Obèse et malade, Sade meurt en 1814 d'un « œdème aigu du poumon d'une très probable origine cardiaque ». Quelques années auparavant, il avait demandé dans son testament à ne pas être autopsié et à être enterré non religieusement dans un bois de sa terre de la Malmaison, près d'Épernon : 

« … La fosse une fois recouverte, il sera semé dessus des glands, afin que par la suite le terrain de ladite fosse se trouvant regarni, et le taillis se retrouvant fourré comme il l'était auparavant, les traces de ma tombe disparaissent de dessus la surface de la terre, comme je me flatte que ma mémoire s'effacera de l'esprit des hommes. »

Sa terre de la Malmaison étant vendue, Claude-Armand, son fils cadet et exécuteur testamentaire, le fait enterrer dans le cimetière de Charenton en présence d'un prêtre malgré ses dernières volontés. Les manuscrits saisis dans sa chambre sont emportés à la préfecture de police de Paris et triés. « Ceux qui intéressent les mœurs et la religion » sont brûlés en présence de Claude-Armand.

En 1818, des travaux dans le cimetière exigent de déplacer sa sépulture. Le docteur Ramon, interne de la maison de Charenton, qui s'occupe de phrénologie, se fait remettre le crâne afin de l'étudier. Il écrit dans ses « Notes sur M. de Sade », après avoir donné ses mesures et ses observations : 

« En en mot, si rien ne me faisait deviner dans Sade se promenant gravement, et je dirai presque patriarcalement, l'auteur de Justine et de Juliette, l'inspection de sa tête me l'eut fait absoudre de l'inculpation de pareilles œuvres : son crâne était en tous points semblable à celui d'un Père de l'église. »

Le docteur Spurzheim, disciple du médecin Franz Joseph Gall, père de la phrénologie, emprunte le crâne et en fait faire un moulage. À sa mort, le crâne a disparu. Seul reste un moulage dans les réserves du musée de l'Homme. En 2012, à partir de ce moulage, un tirage en bronze de 99 exemplaires numérotés a été exécuté à des fins commerciales par un fondeur d’art français.

## Œuvres

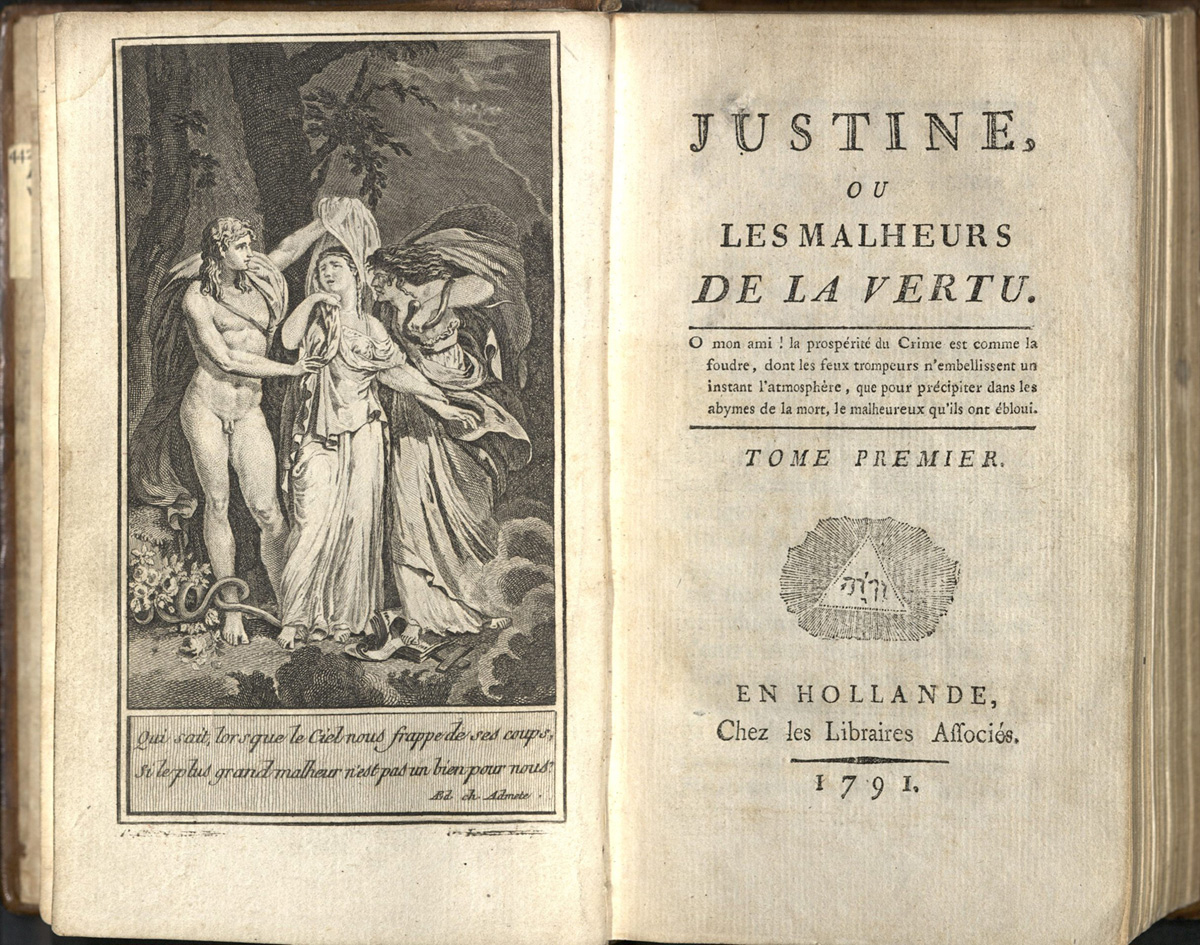
Justine ou les Malheurs de la vertu, édition originale de 1791, ornée d’un frontispice allégorique de Philippe Chéry représentant la Vertu entre la Luxure et l’Irréligion. Le nom de l’auteur ne figure pas sur la page de titre et le nom de l’éditeur (Girouard à Paris) est remplacé par la mention : « En Hollande, chez les Libraires associés ».

### Œuvres clandestines
Publiées sous le voile de l'anonymat, objets de scandale dès leur parution, interdites jusqu'en 1960, elles sont à l'origine de la renommée de leur auteur et lui valent ses dernières années d'emprisonnement. Publiquement, Sade a toujours soutenu opiniâtrement qu'elles n'étaient pas de sa plume.
- Justine ou les Malheurs de la vertu, publié en 1791 (la trame originale est celle du conte Les Infortunes de la vertu, rédigé en 1787).
- La Philosophie dans le boudoir, publié en 1795.
- La Nouvelle Justine, suivi de l’Histoire de Juliette, sa sœur (également titré Histoire de Juliette, ou les Prospérités du vice), et leurs cent et une gravures, la plus importante et la plus radicale des œuvres publiées de son vivant (publication de 1797[67] à 1801).
- Les Cent Vingt Journées de Sodome, manuscrit disparu à la prise de la Bastille. Iwan Bloch, un psychiatre allemand, l'imprime en 1904, cette édition est défectueuse. L'édition de référence par Maurice Heine paraît en 1931-1935.

Le manuscrit des Journées de Florbelle ou la Nature dévoilée, important récit en dix volumes in-4° rédigé à Charenton, terminé le 29 avril 1807, sera saisi par la police lors d'une perquisition le 5 juin dans l'appartement de Constance Quesnet. Après la mort du marquis, sur ordre du préfet de police Delavau et à la requête de son fils Claude-Armand, tout ce qui a été saisi à plusieurs reprises à Charenton est brulé dans la cour de la préfecture. Seuls 17 feuillets de remarques de Sade sur son récit ont échappé à la destruction et ont pu être photographiés par Maurice Heine, qui a fait don de sa reproduction au département des Manuscrits de la BNF.

### Œuvres officielles
Revendiquées par Sade, signées, sauf une :
- Le Comte Oxtiern ou les Effets du libertinage, seule pièce de Sade — sur dix-sept connues — représentée au théâtre en 1791 et lors de l'hiver 1799/1800, où il joue lui-même un des rôles, et publiée en 1800. Les autres pièces, non imprimées de son vivant, ont été publiées en 1970 par Jean-Jacques Pauvert[68].
- Aline et Valcour publiée en 1795.
- Pauline et Belval, ou les Victimes d'un amour criminel ; anecdote parisienne du XVIIIe siècle, d'après les corrections de l'auteur d'Aline et Valcour, An VI (22/09/97 au 21/09/98). On connaît trois autres éditions, dont une non autorisée, pirate et sans date : Pauline et Belval, Ou les victimes d'un amour criminel. Par le Marquis De SADE, Auteur d'Aline et Valcour, etc. etc., qui est la seule à attribuer la paternité complète de l'ouvrage à Sade. L'édition de 1812, titre, sans mentionner « l'auteur d'Aline et Valcour », Pauline et Belval, ou Suites funestes d'un amour criminel ; Anecdote récente avec romance et figures, par M. R***, la quatrième édition, de 1817, posthume donc, titre Pauline et Belval, ou les Victimes d'un amour criminel ; Anecdote parisienne du XIXe siècle, avec romance et figures. Par M. R***, d'après les corrections faites par l'auteur d'Aline et Valcour. Publications officielles. C'est un roman sentimental dramatique. Dans la préface, énigmatique et paradoxale à souhait, Sade fait la critique du roman, et elle est assez sévère, mais il en justifie la publication. Dans cette préface et au moins certains passages on reconnaît indéniablement la main de Sade. Ce roman larmoyant, tout en longueurs et en langueurs a tout ce qu'il faut pour excéder Sade lui-même, et il le dit dans la préface. Tout en étant préfacier, relecteur, il se démarque de cet ouvrage dont toute l'énigme réside dans le partenariat — jamais commenté ni démenti par Sade — qui l'a motivé et dont nous ne savons rien.
- La Rose, romance chantée. Paroles de Mr Sade. Mise en musique par D'Heyder. Propriété de Jame Éditeur. À Paris. Cette chanson de 2 pages à l'impression a été composée alors que Sade était enfermé à Sainte-Pélagie, elle était initialement chantée sur l'air de la Soirée orageuse, 1800.
- Les Crimes de l'Amour publiée en 1800, recueil de onze nouvelles composées à la Bastille entre 1787 et 1788, précédées d'un court essai intitulé Idée sur les romans (essai sur le genre romanesque commenté dans l'article Réflexions sur le roman au XVIIIe siècle).
- La Marquise de Gange, roman historique, publié anonymement en 1813 (enfermé à Charenton il ne peut pas faire imprimer son nom).

Textes politiques :
- 1791. Adresse d'un citoyen de Paris, au roi des Français, libelle imprimé dans les jours qui suivent le retour du roi après son arrestation à Varennes.

Nommé secrétaire de la section des Piques, le « citoyen Sade, hommes de lettres » a rédigé pour sa section, en 1792 et 1793, des discours ou des pétitions, on en connait huit imprimés et un qui ne l'a pas été (07/11/93) :
- 1792, 28 octobre. Section des Piques. Observations présentées à l'Assemblée administrative des hôpitaux. Sade, rédacteur.
- 1792, 2 novembre. Section des Piques. Idée sur le mode de sanctions des Loix; par un citoyen de cette Section. Le plus important texte politique imprimé de Sade. Ce texte, entre autres, lui vaudra son arrestation et sa condamnation par la Terreur.
- 1793. Projet de pétition des sections de Paris à la Convention nationale.
- 1793, juin. Pétition des Sections de Paris à la Convention nationale. Version corrigée et définitive du projet précédent, les deux impressions existent.
- 1793, 12 juillet. Section des Piques. Extrait des Registres des délibérations de l'Assemblée générale et permanente de la Section des Piques.
- 1793, 19 juillet. La Section des Piques à ses Frères et Amis de la Société de la Liberté et de l'Égalité, à Saintes, département de la Charente-Inférieure.
- 1793, 29 septembre. Section des Piques. Discours prononcé à la Fête décernée par la Section des Piques, aux mânes de Marat et de Le Pelletier, par Sade, citoyen de cette Section et membre de la Société populaire.
- 1793, 7 novembre. Projet tendant à changer le nom des rues de l'arrondissement de la section des Piques. Présenté par Sade à l'assemblée de sa section le 7 novembre 1793 (Envoyé à l'impression, il ne sera pas imprimé.).
- 1793, 15 novembre. Pétition de la Section des Piques, aux représentants du peuple français. Sade, rédacteur. Ce 5e jour de la IIIe décade du 2e mois de la 2e année de la République française, une et indivisible.

Le manuscrit inédit du Dialogue entre un prêtre et un moribond, manifeste de l'athéisme irréductible de Sade, rédigé au donjon de Vincennes en 1782, a été découvert et publié en 1926 par Maurice Heine, ainsi que Historiettes, Contes et Fabliaux (dont certains, à ce jour, restent perdus). Initialement, Sade avait prévu d'alterner dans une même publication ces contes et les nouvelles, tragiques, des Crimes de l'amour, parus en 1800.
Sade, à Charenton, a également écrit deux autres romans historiques qui ne seront pas imprimés de son vivant : Histoire secrète d'Isabelle de Bavière, reine de France et Adélaïde de Brunswick, princesse de Saxe.

### Correspondance
La découverte, au cours du XXe siècle, d’une importante correspondance a été essentielle pour la connaissance de la vie du « divin marquis » et a révélé parallèlement un étonnant épistolier.
En 1929, Paul Bourdin est le premier à publier la « Correspondance inédite du marquis de Sade, de ses proches et de ses familiers », conservée par le notaire d'Apt Gaufridy et par ses successeurs. Gaufridy, régisseur des biens de Sade en Provence (La Coste, Saumane, Mazan, Arles) pendant vingt-six ans, a été l’homme de confiance du marquis, de Mme de Sade et de Mme de Montreuil. Ces lettres donnent l’histoire presque journalière de sa famille de 1774 à 1800.

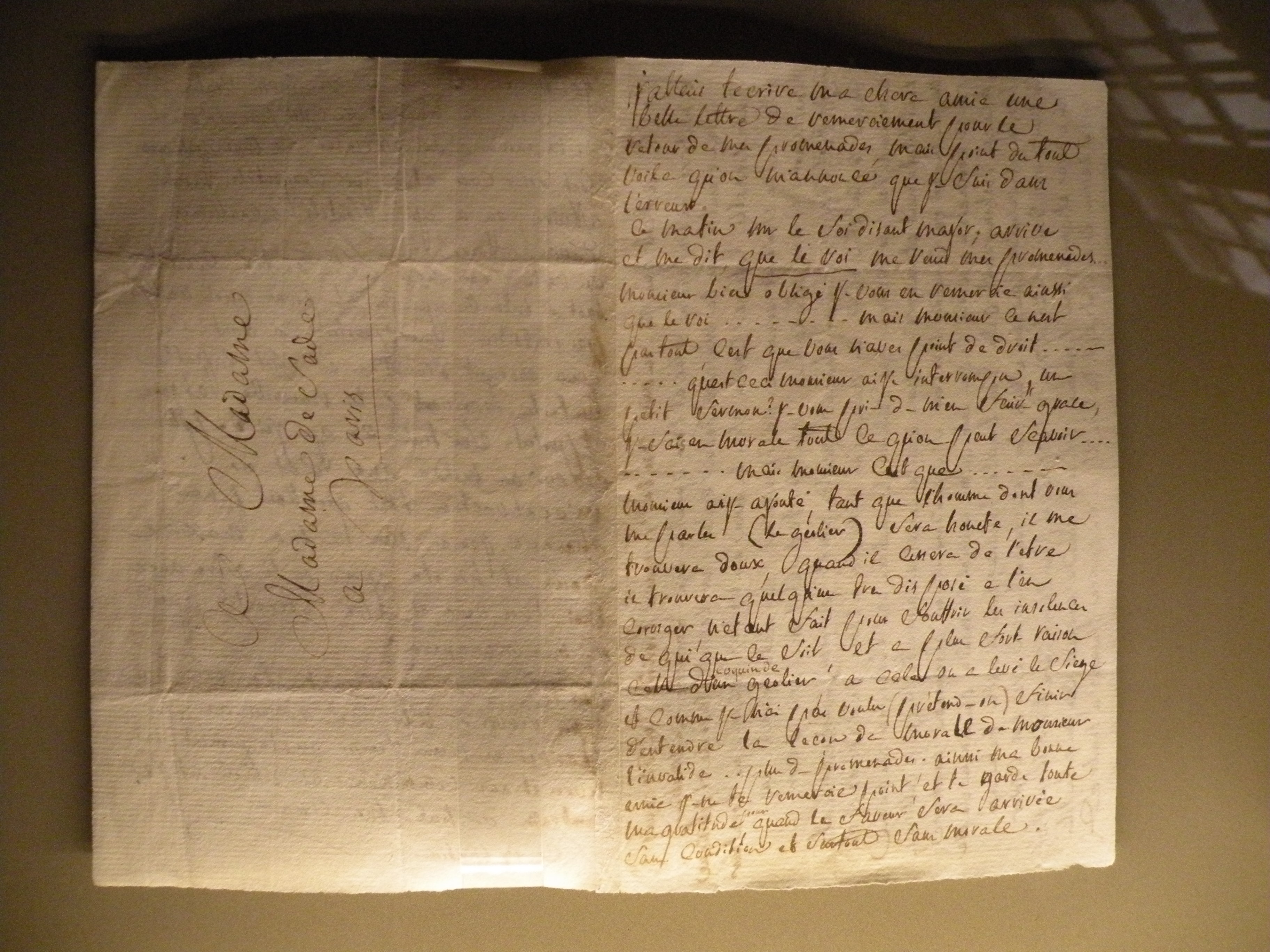
Lettre du marquis de Sade à son épouse depuis le donjon de Vincennes.

Une autre découverte importante est faite par Gilbert Lely en 1948 dans les archives familiales que le descendant direct du marquis, Xavier de Sade, accepte de lui ouvrir au château de Condé-en-Brie : cent soixante-deux lettres du marquis écrites au donjon de Vincennes et dix-sept lettres rédigées à la Bastille, qu’il publiera en trois recueils : L'Aigle, Mademoiselle… (1949), Le Carillon de Vincennes (1953), Monsieur le 6 (1954).
Maurice Lever retrouvera, toujours dans les archives familiales, les lettres du marquis et de sa jeune belle-sœur, Anne-Prospère de Launay, chanoinesse bénédictine, échangées pendant leur liaison. Il les publiera en 2005 sous le titre Je jure à M. le marquis de Sade, mon amant, de n’être jamais qu’à lui…
Enfin, Alice M. Laborde (1922-2010), professeur de français à l'université de Californie à Irvine et spécialiste du XVIIIe siècle, a entrepris, de 1991 à 1997, la publication d’une correspondance générale du marquis de Sade et de ses proches en vingt-sept volumes aux Éditions Slatkine à Genève.

### Journal de Charenton
Georges Daumas a publié en 1970 des fragments — le reste ayant été saisi et détruit — du Journal écrit par le marquis à l’asile de Charenton. Retrouvés par le comte Xavier de Sade dans les archives familiales, ils couvrent la période du 5 juin 1807 au 26 août 1808 et du 18 juillet au 30 novembre 1814, l’avant-veille de sa mort. Ils sont difficiles à comprendre, le marquis n’écrivant que pour lui et avec précaution, par allusions pour la plupart très difficiles à élucider. La graphie est souvent abrégée, volontiers incorrecte, hâtive, négligée. L’intimité découverte est triste : « argent, mensonges, querelles, illusions puériles, le tout assaisonné par un érotisme pauvrement prolongé, dans un tout petit univers clos, terne et étouffant. » On y découvre la dernière aventure érotique du marquis avec Madeleine Leclerc qui semble avoir été la fille d'une employée de l'hospice de Charenton, probablement apprentie dans la couture ou le blanchissage. Georges Daumas fixe « grâce à l'extraordinaire manie chiffrale du marquis » au 15 novembre 1812 la première visite de la jeune fille dans sa chambre et vers le 15 mai 1813 leurs premières relations intimes. Le marquis a alors soixante-treize ans et sa partenaire seize. Il l'aurait, d'après « une note marginale du manuscrit fort discrète », remarquée à douze.

## Postérité

### De Sade au sadisme
Sade disparu, son patronyme, synonyme d’infamie, entre assez vite dans le langage commun comme substantif et adjectif. Le néologisme « sadisme » apparaît dès 1834 dans le Dictionnaire universel de Boiste comme 
« Voilà un nom que tout le monde sait et que personne ne prononce ; la main tremble en l’écrivant, et quand on le prononce les oreilles vous tintent d’un son lugubre » peut-on lire dans un dictionnaire de 1857 à l’article Sade.

« Non seulement cet homme prêche l’orgie, mais il prêche le vol, le parricide, le sacrilège, la profanation des tombeaux, l’infanticide, toutes les horreurs. Il a prévu et inventé des crimes que le code pénal n’a pas prévus ; il a imaginé des tortures que l’Inquisition n’a pas devinées,. »

En 1877, Pierre Larousse écrit : 

« Celui qui écrivait de pareilles choses, qui reflétait dans ces pages immondes ses pensées et ses désirs, peut-être quelques faits réels de sa vie, avait sa place marquée à Charenton. »

C’est Richard von Krafft-Ebing, médecin allemand, qui donne, à la fin du XIXe siècle, un statut scientifique au concept de sadisme, comme antonyme de masochisme pour désigner une perversion sexuelle dans laquelle la satisfaction est liée à la souffrance ou à l’humiliation infligée à autrui.

### Auteur clandestin

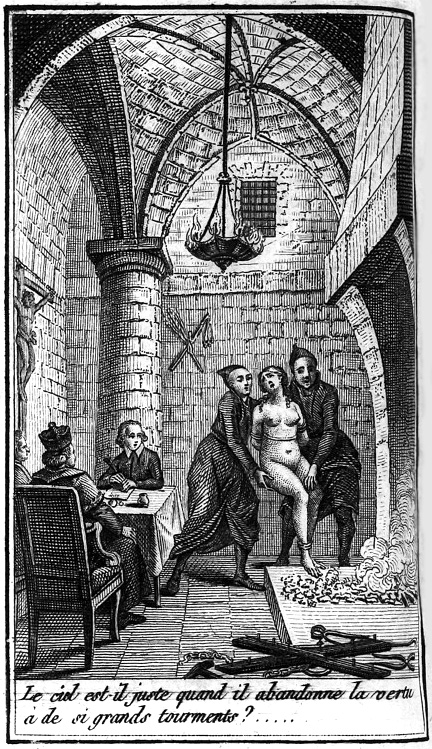
Illustration pour Aline et Valcour. Une jeune Bohémienne est torturée par l'Inquisition en Espagne.

L'œuvre de Sade restera interdite pendant un siècle et demi. En 1957 encore, dans le « procès Sade », Jean-Jacques Pauvert, éditeur de Justine, défendu par Maurice Garçon avec comme témoins Georges Bataille, Jean Cocteau et Jean Paulhan, sera condamné par la chambre correctionnelle de Paris « à la confiscation et la destruction des ouvrages saisis ».
Mais des éditions circulent sous le manteau, surtout à partir du Second Empire, époque des premières rééditions clandestines, destinées à un public averti et élitiste. « Génération après génération, la révolte des jeunes écrivains du XIXe et du XXe siècle se nourrit de la fiction sadienne », écrit Michel Delon dans son introduction aux Œuvres de la Pléiade.
Sainte-Beuve en avertit les abonnés de La Revue des deux Mondes en 1843 : 

« J’oserai affirmer, sans crainte d’être démenti, que Byron et de Sade (je demande pardon du rapprochement) ont peut-être été les deux plus grands inspirateurs de nos modernes, l’un affiché et visible, l’autre clandestin – pas trop clandestin. En lisant certains de nos romanciers en vogue, si vous voulez le fond du coffre, l’escalier secret de l’alcôve, ne perdez jamais cette dernière clé. »

Flaubert est un grand lecteur de Sade. « Arrive. Je t’attends. Je m’arrangerai pour procurer à mes hôtes un de Sade complet ! Il y en aura des volumes sur les tables de nuit ! » écrit-il à Théophile Gautier le 30 mai 1857.

Les Goncourt notent dans leur Journal : 

« C’est étonnant, ce de Sade, on le trouve à tous les bouts de Flaubert comme un horizon (10 avril 1860)… Causeries sur de Sade, auquel revient toujours, comme fasciné, l’esprit de Flaubert : “c’est le dernier mot du catholicisme”, dit-il. Je m’explique : c’est l’esprit de l’Inquisition, l’esprit de torture, l’esprit de l’Église du Moyen Âge, l’horreur de la nature (20 janvier 1860)… Visite de Flaubert. – Il y a vraiment chez Flaubert une obsession de Sade. Il va jusqu’à dire, dans ses plus beaux paradoxes, qu’il est le dernier mot du catholicisme (9 avril 1861). »

Baudelaire écrit dans Projets et notes diverses : « II faut toujours en revenir à de Sade, c'est-à-dire à l'Homme Naturel, pour expliquer le mal. »
Les Fleurs du mal suggère ce quatrain à Verlaine :
 Je compare ces vers étranges

 Aux étranges vers que ferait

 Un marquis de Sade discret

 Qui saurait la langue des anges
Dans À Rebours, Huysmans consacre plusieurs pages au sadisme, « ce bâtard du catholicisme ».

### Réhabilitation
Le tournant a lieu au début du XXe siècle, période où s’amorce un processus de libération des corps et des sexes et où l’érotisme se manifeste en littérature par des catalogues d’ « art érotique » et des traités d’éducation sexuelle. Sade suscite l'intérêt des scientifiques et des romanciers en raison du caractère précurseur de sa démarche.
Un psychiatre allemand Iwan Bloch, sous le pseudonyme d’Eugen Dühren, publie en 1901, simultanément à Berlin et à Paris, Le Marquis de Sade et son temps, et en 1904 le rouleau retrouvé des Cent Vingt Journées de Sodome. Il fait de l’œuvre sadienne un document exemplaire sur les perversions sexuelles, « un objet de l’histoire et de la civilisation autant que de la science médicale » tout en rapprochant les excès sadiens de la dégénérescence française du temps.

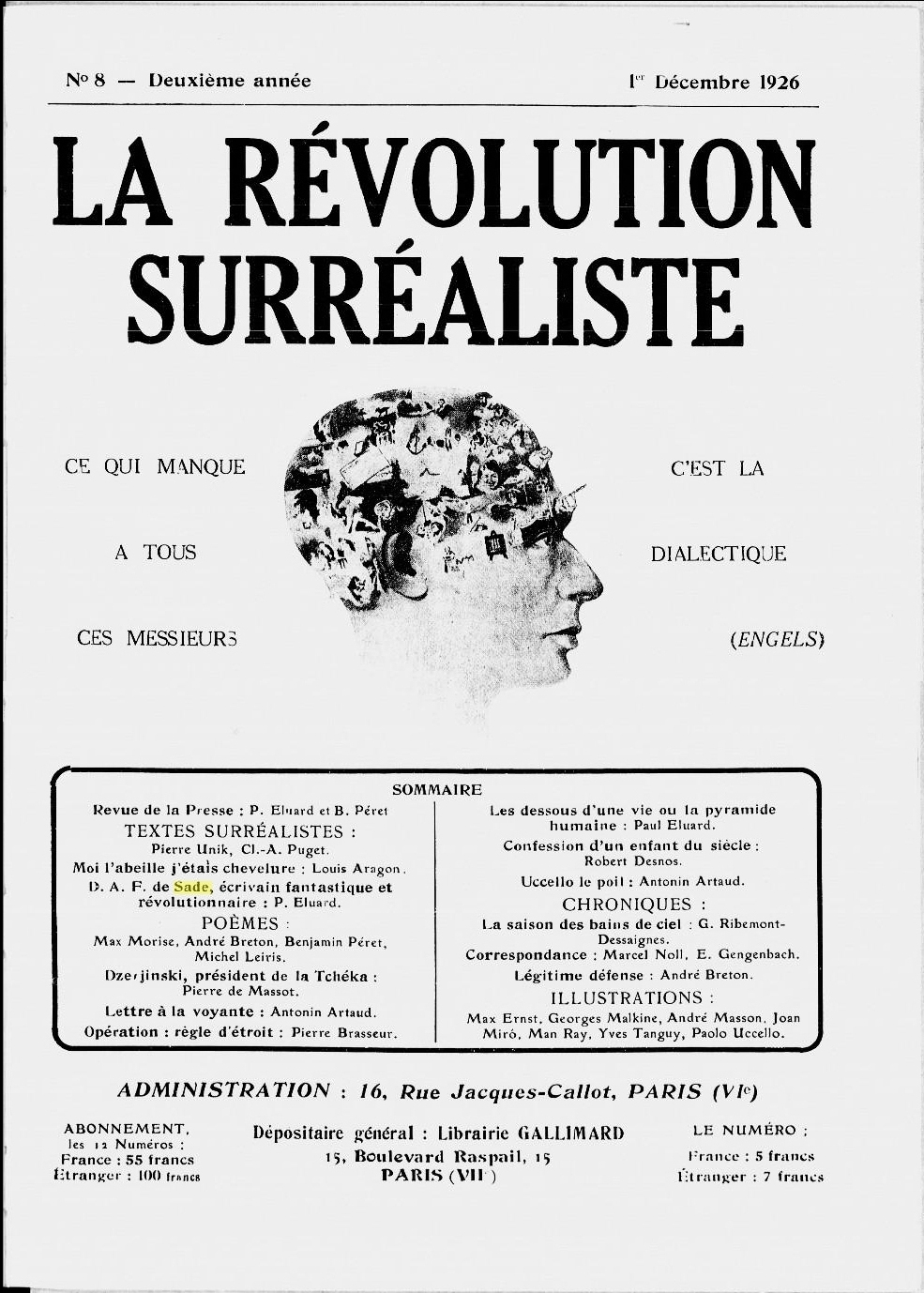
Article de Paul Éluard dans le numéro 8 du 1 décembre 1926 de La Révolution surréaliste : « D.A.F. de Sade, écrivain fantastique et révolutionnaire ».

Apollinaire est le premier à faire paraître, en 1909, une anthologie, en choisissant des textes sadiens très prudents et en insistant sur les réflexions morales et politiques plutôt que sur les éléments scabreux. En même temps, à l’image d’un débauché capable des pires excès et au cas pathologique qui intrigue la science médicale, il substitue un portrait psychologique, à dimension humaine, où sont valorisés le savoir immense et le courage de « l’esprit le plus libre qui ait jamais existé », d’un homme non « abominable », trop longtemps nié alors qu’« il pourrait bien dominer le XXe siècle ».
À la suite d’Apollinaire, les surréalistes, se réclamant d’une logique de liberté et de frénésie, intègrent Sade, « prisonnier de tous les régimes » dans leur Panthéon. Sa présence est extraordinaire dans toutes leurs activités depuis le début. C’est Desnos qui écrit en 1923 : « Toutes nos aspirations actuelles ont été essentiellement formulées par Sade quand, le premier, il donna la vie sexuelle intégrale comme base à la vie sensible et intelligente » (De l’érotisme). C’est André Breton disant : « Sade est surréaliste dans le sadisme. » C’est Paul Éluard en 1926 reconnaissant : « Trois hommes ont aidé ma pensée à se libérer d’elle-même : le marquis de Sade, le comte de Lautréamont et André Breton ». Éluard écrit à son propos :

« Enfermé pendant trente années, il mourut dans un asile de fous, plus lucide et plus pur qu'aucun homme de son temps. En 1789, celui qui a bien mérité d'être appelé par dérision le Divin Marquis appelait de la Bastille le peuple au secours des prisonniers ; en 1793, dévoué pourtant corps et âme à la Révolution, membre de la section des Piques, il se dressait contre la peine de mort, il réprouvait les crimes que l'on commet sans passion, il demeure athée devant le nouveau culte, celui de l'Être Suprême que Robespierre fait célébrer ; il veut confronter son génie à celui de tout un peuple écolier de la liberté. A peine sorti de prison, il envoie au Premier Consul le premier exemplaire d'une libelle contre lui. Sade a voulu redonner à l'homme civilisé la force de ses instincts primitifs, il a voulu délivrer l'imagination amoureuse de ses propres objets. Il a cru que de là, et de là seulement, naîtra la véritable égalité. »

— Paul Eluard, L'Évidence poétique (La Vie immédiate)
Pour les surréalistes, Sade est un révolutionnaire. Ses discours politiques — pourtant en partie opportunistes et de circonstance — font de lui un philosophe apôtre de la liberté et de la Révolution. L'anticolonialisme d'Aline et Valcour y a aussi contribué. Dans les années 1970 une longue phrase de ce roman philosophique qui tourne le dos à la perversion sadique, et dénonce les violentes persécutions de tous les peuples de couleur par « l'Européen féroce, inquiet, né pour le malheur du reste de la terre renonçant à ses jouissances pour aller troubler celles des autres, catéchisant l'Asiatique, enchaînant l'Africain, exterminant le citoyen du Nouveau-Monde et cherchant encore dans le milieu des mers de malheureuses iles à subjuguer… » a intéressé l'un d'eux, Georges-Henri Morin. Il la mit en introduction d'un livre traitant de l'image de l'Indien dans le western.
Les surréalistes rendent hommage à Sade dans leur propre édition du jeu de Tarot, où l'écrivain est décerné du titre de « Génie de la Révolution ».
Le portrait imaginaire de Man Ray (1938), profil sculpté dans les pierres de la Bastille sur fond de Révolution en marche, symbolise cette vision que tout le XIXe siècle et une grande partie du XXe siècle, jusqu’au graffiti de mai 68, « Sadiques de tous les pays, popularisez les luttes du divin marquis », se sont plu à répandre.
Mais Sade est l’écrivain de tous les paradoxes : après la Seconde Guerre mondiale et la découverte des camps de concentration, on le fait passer sans transition du communisme au nazisme :
« Que Sade n’ait pas été personnellement un terroriste, que son œuvre ait une valeur humaine profonde, n’empêcheront pas tous ceux qui ont donné une adhésion plus ou moins grande aux thèses du marquis de devoir envisager, sans hypocrisie, la réalité des camps d’extermination avec leurs horreurs non plus enfermées dans la tête d’un homme, mais pratiquées par des milliers de fanatiques. Les charniers complètent les philosophies, si désagréable que cela puisse être », écrit Raymond Queneau dans Bâtons, chiffres et lettres (1965), tandis que Simone de Beauvoir se demande : « Faut-il brûler Sade ? »
En 1946, Xavier, comte de Sade, propriétaire du château de Condé, rouvre la bibliothèque de son ancêtre qui était murée dans les greniers du château familial pour protéger toute la correspondance du marquis des deux guerres mondiales. Après-guerre sont publiés sur la pensée sadienne, souvent par des philosophes, des textes qui font date : Sade mon prochain de Pierre Klossowski paraît en 1947, Lautréamont et Sade de Maurice Blanchot en 1949, La littérature et le mal, Faut-il brûler Sade ? (article de Simone de Beauvoir paru en 1955 dans Les Temps Modernes et parle chez le marquis d'une cérébralité lumineusement écrite), puis « Sade, l’homme souverain » dans L’Érotisme, de Georges Bataille en 1957. Les écrits de Sade sont censurés jusqu'en 1957 pour délit d'outrage à la morale publique et religieuse, ou aux bonnes mœurs, l'éditeur Jean-Jacques Pauvert est condamné aux dépens le 12 mars 1958 pour la publication de certaines œuvres de Sade, mais la Cour d'appel de Paris ne lui reproche plus qu'une réédition offerte « à tout venant », confirmant la « saisie des livres » mais « ordonne que ces livres seront versés à la Bibliothèque nationale ». Dans les années 1960, Sade devient, aux yeux de nombreux intellectuels français, un opérateur majeur de la « transgression ». Michel Foucault souligne et théorise l’importance de la figure de Sade dans l’Histoire de la folie (1961), Les Mots et les choses (1966) et la « Présentation des Œuvres complètes de Bataille » (1970). Jacques Lacan publie Kant avec Sade en 1963. « La pensée de Sade » fait l’objet d’un numéro spécial de la revue Tel Quel, datée de l’hiver 1967 où figurent des textes de Philippe Sollers (« Sade dans le texte »), de Pierre Klossowski (« Sade ou le philosophe scélérat »), de Roland Barthes (« L’arbre du crime »), d’Hubert Damisch (« L’écriture sans mesure »).
Roland Barthes écrit en 1971 Sade, Fourier, Loyola et, dans La Chambre claire (1980), il éclaire l’expérience du modèle photographique par le texte sadien. Sollers se fait l’auteur, en 1989, d’une œuvre apocryphe de Sade intitulée Contre l’Être suprême, pamphlet politique et philosophique.
La dernière étape vers la reconnaissance de Sade est sans doute représentée par l’entrée de ses récits dans la Bibliothèque de la Pléiade en 1990.
En 2014, dans le cadre du bicentenaire de la mort du marquis célébré par ses descendants, une exposition lui est consacrée au Musée d'Orsay.
Quant à la philosophe Marie-Paule Farina, qui a longuement étudié l'œuvre et la correspondance de Sade, elle consacre trois ouvrages successifs à la réhabilitation d'une œuvre dont elle renouvelle la lecture en rapprochant les écrits de Sade du rire et de la joyeuse grossièreté des romans de Rabelais, en même temps qu'elle en décrypte le sens politique, dans le contexte de la Terreur révolutionnaire, dissimulé sous les outrances « sadiques » de l'écrivain; elle montre également combien les discours féministes se trompent sur le compte de cette œuvre :  Comprendre Sade, aux éditions Max Milo (2012), Sade et ses femmes, aux éditions François Bourin (2016) et Le Rire de Sade. Essai de sadothérapie joyeuse, aux éditions L’Harmattan (2019). En 2021, Christian Lacombe publie le premier Dictionnaire Sade aux éditions L’Harmattan, à partir du projet inachevé de dictionnaire Sade de Jean-Jacques Pauvert. Christian Lacombe publiera l’ensemble des notices que Jean-Jacques Pauvert avait rédigées,c'est-à-dire les lettres A ; B ; C et des fragments de D ; E ; F. et fera appel à près de quarante chercheurs et écrivains spécialistes de Sade pour compléter les Entrées manquantes.

### Grands éditeurs et biographes
- Paul Bourdin (1882-1965), avocat, écrivain, membre de l'Académie d'Aix, est le premier à publier en 1929 — avec une introduction, des annales et des notes — l’importante Correspondance inédite du marquis de Sade, de ses proches et de ses familiers[85], conservée par le notaire d'Apt Gaufridy, régisseur des biens des Sade en Provence pendant vingt-six ans et homme de confiance du marquis, de Mme de Sade et de Mme de Montreuil. Sans ces lettres, aujourd’hui disparues, « dont les vers commençaient à faire de la dentelle » et qui donnent l’histoire presque journalière de sa famille depuis le début de 1774 jusqu’en 1800, les grandes biographies de Sade n’auraient pu être aussi complètes.

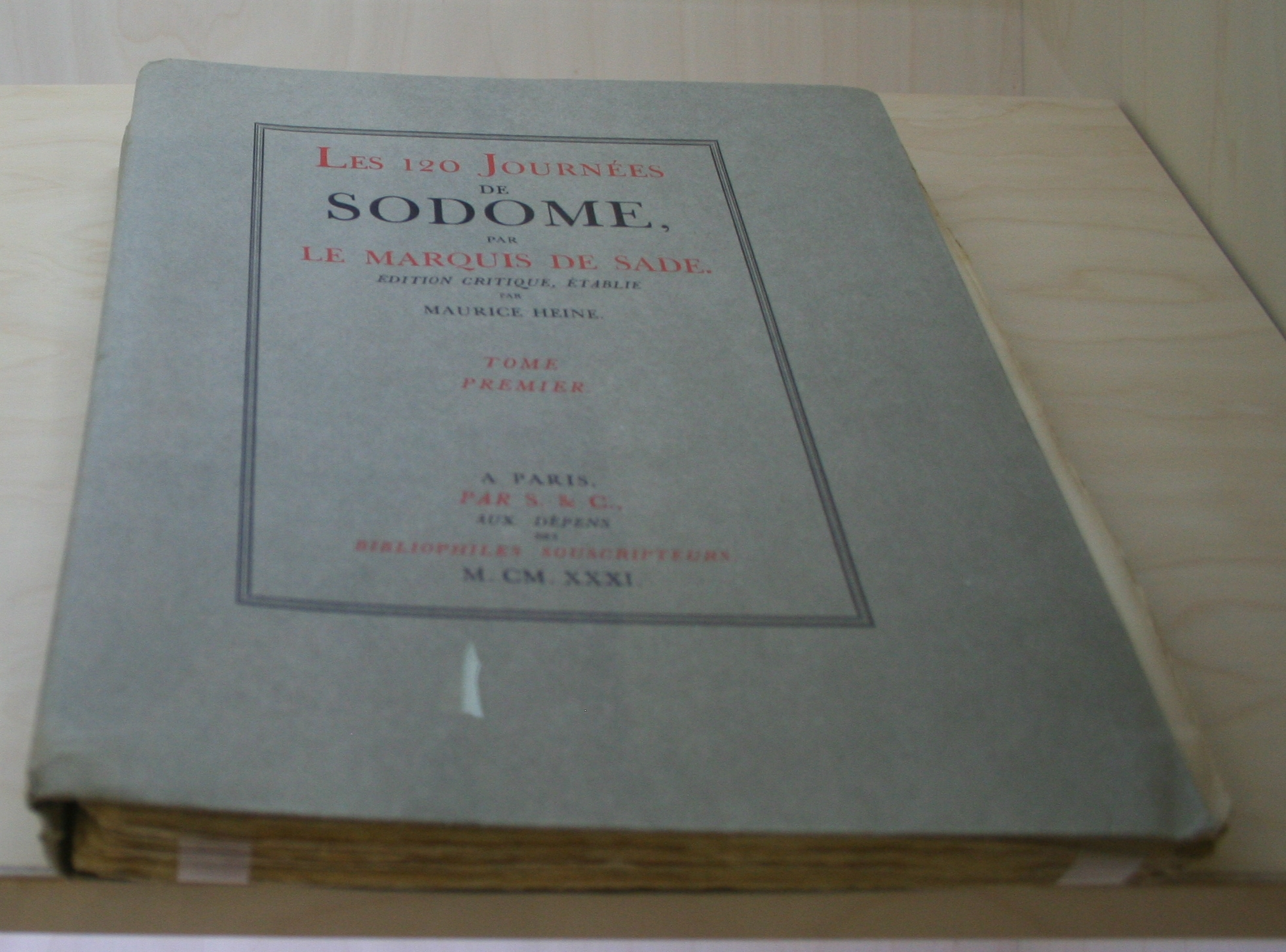
Première édition en 1931 des Cent Vingt Journées par Maurice Heine, réservée à 360 « bibliophiles souscripteurs » pour éviter la censure.

- Maurice Heine (1884-1940), un compagnon de route des surréalistes, poète et communiste, parent de riches banquiers, dévoue sa vie à la connaissance et à l’édition de Sade. Philologue scrupuleux et précis, il fonde en 1924 la Société du roman philosophique qui se propose de publier sans bénéfice, en ouvrages hors commerce, réservés exclusivement à des sociétaires souscripteurs, des textes rares et inédits du marquis. Il publie en 1931 la première transcription rigoureuse des Cent Vingt Journées en 360 exemplaires « aux dépens des bibliophiles souscripteurs ». Auparavant, il découvre et publie en 1926 le Dialogue d’un prêtre et d’un moribond, composé par Sade à la prison de Vincennes, et les Historiettes, Contes et fabliaux, ainsi que la première version de Justine, les Infortunes de la vertu (1930). Il exhume les procédures d’Arcueil et de Marseille. En 1933, il donne une nouvelle anthologie, toujours réservée à des amateurs. « A une époque où l'histoire littéraire universitaire peine à donner une place à Laclos, Maurice Heine fait entrer Sade dans la littérature. », écrit Michel Delon[86].

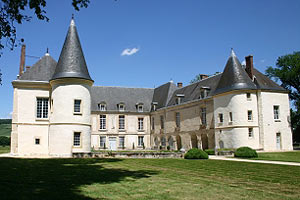
Château de Condé-en-Brie (Aisne), résidence des Sade, branche d'Eyguières, devenu propriété familiale des descendants du marquis à la suite du mariage de son fils cadet avec sa cousine.

- Gilbert Lely (1904-1985), poète, proche des surréalistes, reprend la mission d’éditeur et de biographe de Maurice Heine. En 1948, au château de Condé-en-Brie, Xavier de Sade, descendant direct du marquis, accepte ce que son père avait refusé quelques années plus tôt à Maurice Heine et Charles de Noailles : donner accès aux archives familiales qui contiennent de nombreux manuscrits autographes du marquis et en particulier deux cent cinquante lettres écrites durant sa captivité au donjon de Vincennes et à la Bastille[87]. Lely les publie (L’Aigle, Mademoiselle, 1949, Le Carillon de Vincennes, 1953, Monsieur le 6, 1956) ainsi que d’autres œuvres jusque là inconnues. En 1952, il compose la première grande biographie de référence, La Vie du marquis de Sade, accompagnée de nombreux documents, le plus souvent inédits, sans cesse parfaite et complétée jusqu'à sa dernière édition de 1982 chez Garnier.
- Jean-Jacques Pauvert (1926-2014) est le premier à publier sous son nom d'éditeur fin décembre 1947, à vingt-et-un ans, l'Histoire de Juliette. Les dix volumes sont terminés en 1949. Peu de libraires osent les vendre. Perquisitions et convocations à la Mondaine se succèdent. Pauvert est bien décidé à continuer à publier les œuvres complètes du marquis. La Commission de surveillance du Livre émet l'avis qu'il y a lieu à poursuivre. Le 15 décembre 1956, s'ouvre le procès Sade devant la XVIIe chambre correctionnelle. À l'audience, viennent déposer Jean Cocteau, André Breton, Georges Bataille, Jean Paulhan. Défendu par Me Maurice Garçon, il est condamné le 10 janvier à une lourde amende et à la confiscation et destruction des ouvrages incriminés. Le jugement d'appel est rendu le 12 mars 1958. Le tribunal déclare que « Sade est un écrivain digne de ce nom » et que sa philosophie ne relève pas des tribunaux. Il confirme le jugement de 1957 mais supprime l'amende et la destruction des ouvrages. « Pourquoi donc et comment une victoire ? », écrit Pauvert, « parce que à la suite de ce jugement, il y eut comme un silence stupéfié de la police et de la magistrature[88] ». En 1986, après Gilbert Lely, Jean-Jacques Pauvert met en chantier une nouvelle grande biographie du marquis avec les trois volumes de Sade vivant (1986-1990), rééditée en un seul volume de 1 196 pages, en 2013 aux éditions Le Tripode.
- Maurice Lever (1935-2006), après d’importantes découvertes dans les archives familiales entièrement mises à sa disposition — citons en particulier les révélations sur la vie du comte de Sade —, publie en 1991 la troisième grande biographie du marquis de Sade, puis une édition de ses Papiers de famille (1993 et 1995), son Voyage d'Italie (1995) et des lettres inédites échangées par le marquis et sa belle-sœur Anne-Prospère de Launay, chanoinesse séculière chez les bénédictines, « Je jure à M. le marquis de Sade, mon amant, de n’être jamais qu’à lui… » (2005).

### Descendants du marquis de Sade

#### Les enfants
- Louis-Marie (1768-1809)

C’est le seul des trois enfants qui semble avoir hérité des goûts intellectuels de son père. Artiste, il joue de plusieurs instruments, pratique la gravure et le dessin. Féru d'histoire, il publie à compte d'auteur, en 1805, une Histoire de la nation française. Coureur impénitent, il reste célibataire (avoir un père enfermé comme fou est assurément un handicap pour un mariage dans son milieu, mais il se récuse poliment lorsqu'on lui propose une union avec sa cousine, Laure de Sade d'Eyguières, qui épousera plus tard son frère cadet Claude-Armand). Contrairement à son père, il a des amis fidèles avec qui il échange une correspondance en partie conservée. Il parle de « l'égoïsme de mon père, la faiblesse de ma mère, la sottise de ma sœur, l'hypocrisie de mon frère, la rapacité de mes oncles et tantes maternels, tout cela fait partie de notre infernale famille ».
Émigré en 1791, il revient en France dès 1794. Il finit, à quarante ans passés, par s’engager dans la Grande Armée comme lieutenant au régiment d’Issembourg, reçoit une blessure à Friedland. Il est tué en juin 1809 dans une embuscade par des révoltés napolitains en Italie près d’Otrante alors qu’il rejoint son régiment.
- Claude-Armand (1769-1847)

Fervent catholique, c’est le préféré de sa mère. Chevalier de l’ordre de Malte grâce à son grand-oncle le commandeur, il émigre en 1791, passe dans l’armée des émigrés, puis dans celle de l’empereur de Russie où il obtient le grade de capitaine, puis de colonel dans les cuirassiers de l’ordre de Saint-Georges. Il demande son congé de l’armée russe en 1803 et rentre en France. Il épouse en 1808 Laure de Sade d'Eyguières qui a 36 ans et s’installe au château de Vallery, près de Sens, hérité de sa mère. Il sera maire de sa commune.
Toute sa vie, il essaiera d’effacer la mémoire d’un père qu’il juge avoir déshonoré la famille. À la mort de Sade, les « familles », celle de Sade, sa belle-famille, Armand et sa belle-famille, refusent de payer ce qu'elles doivent à l'hospice de Charenton, alors qu'elles ont tout fait pour qu'il soit maintenu sur la liste des émigrés (il n'a jamais émigré contrairement à la plupart d'entre eux), et en détention afin de pouvoir le dépouiller totalement.
- Madeleine-Laure (1771-1844).

Très pieuse, elle vivra avec sa mère, jusqu'à la mort de celle-ci et restera célibataire. Son père la décrit ainsi dans une lettre à Gaufridy du 18 aout 1790 : « Je vous assure que Mademoiselle ma fille est tout aussi laide que je vous l’avais peinte. Je l’ai vue trois à quatre fois depuis ; je l’ai très bien examinée et je vous assure que tant pour l’esprit que pour la figure, c’est tout bonnement une grosse fermière. »
Et son frère Louis-Marie : « Ma sœur est une bonne personne, mais faisant tout par boutades, n’ayant aucun usage du monde, et en tout ni rime, ni raison (lettre de Louis-Marie à Claude-Armand du 20 avril 1801). »

#### La descendance de Claude-Armand
Le titre de marquis ayant été abandonné à sa mort, les descendants du marquis de Sade portent le titre de comte.
- Claude-Armand, comte de Sade (1769-1847) x 1808 Gabrielle Laure de Sade (branche d’Eyguières) (1772-1849), dont :
  - René (1809-1820). Mort noyé. Sans postérité.
  - Laure-Émilie (1810-1875) x 1839 Louis de Graindorge d’Orgeville, baron du Mesnildurand (1814-1889). Dont notamment :
    - Paul de Graindorge d'Orgeville (1846-1879) x 1875 Béatrix Le Bastier de Rainvilliers (1847-1938). Dont notamment :
      - Marie-Gabrielle de Graindorge d'Orgeville (1878-1963) x 1898 Constant, comte de Lesquen du Plessis-Casso (1865-1959), dont postérité, notamment :
        - Pierre de Lesquen du Plessis-Casso (1905-1990) x 1935 Anne-Marie Huon de Kermadec (1913-2006), dont postérité, notamment :
          - Henry de Lesquen du Plessis-Casso (1949-)

  - Gabrielle (1814-1875) Sans postérité.
  - Alphonse-Ignace, comte de Sade (1812-1890) x 1842 Henriette de Cholet (1817-1895), dont :
    - Laure (1843-1893) x 1870 Eugène, vicomte de Raincourt (1839-1906) Dont postérité, notamment :
      - Henri, vicomte de Raincourt (1883-1928) x 1908 Marie Beuvain de Beauséjour (1883-1974), dont notamment :
        - Philippe, vicomte de Raincourt (1909-1959) x 1933 Germaine de Selle de Beauchamp (1911-2010), dont postérité, notamment :
          - Henri, marquis de Raincourt (1948-)

    - Hugues, comte de Sade (1845-1925) x 1877 Marguerite Janson de Couët (1856-1915), dont :
      - Edith (1878-1882) Sans postérité.
      - Yvonne (1880-1941) x 1904 Henri, vicomte d’Argent de Deux-Fontaines (1875-1955). Dont postérité.
      - Elzéar (1885-1914), mort pour la France. Sans postérité.
      - Bernard, comte de Sade (1891-1933) x 1918 Jeanne de Sarrazin (1897-1987), dont :
        - Gilberte (1920-1933)
        - Elzéar (1921-1933)
        - Xavier, comte de Sade (1922-2010) x 1946 Rose-Marie Meslay (1926-2013). Dont postérité, souche de la famille de Sade actuelle.
        - Laure (1923-2017) x 1946 Henri Bohineust de Boulardière (1914-1989). Dont postérité
        - Étiennette (1925-2016) x 1948 Jacques de Beaumont (1926-1996). Dont postérité.
        - Raoul (1931-2012) x 1960 Cécile du Boberil (1933). Sans postérité.

  - Auguste de Sade (1815-1868) x Germaine de Maussion (1818-1876)
    - Valentine (1847-1922) x 1864 Pierre Laurens, comte de Waru (1837-1914). Dont postérité.
    - Laure (1859-1936), x 1879 Comte Adhéaume de Chevigné (1847-1911), dont :
      - Comte François de Chevigné (1882-1962) x 1908 Marie Collas (1888-1965), dont notamment :
        - Pierre de Chevigné (1909-2004) x 1931 Hélène Rodocanachi (1911-1939), dont postérité, notamment :
          - Gisèle de Chevigné (1933-) x 1953 François de La Croix de Castries (1919-2011), dont postérité, notamment :
            - Henri de La Croix de Castries (1954-) x 1984 Anne Millin de Grandmaison (1963-)

      - Marie-Thérèse de Chevigné (1880-1963) x 1902 Maurice Bischoffsheim (1875-1904) x 1910 Francis de Croisset (1876-1937)
        - Marie-Laure Bischoffsheim (1902-1970) x 1923 Charles, vicomte puis comte de Noailles (1891-1981), dont postérité, notamment :
          - Nathalie de Noailles (1927-2004) x 1949 Alessandro Perrone (it) (1920-1980), dont postérité, notamment :
            - Carlo Perrone (it)

        - Philippe Wiener de Croisset (1911-1965) x 1941 Ethel Woodward (1914-1999), dont postérité, notamment :
          - Charles de Croisset (1943-)

        - Germaine Wiener de Croisset (1913-1975) x André Lannes de Montebello (1908-1986), dont postérité, notamment :
          - Philippe Lannes de Montebello (1936-)

## Sade philosophe
Sade s’est toujours proclamé philosophe : 

« Je suis philosophe, tous ceux qui me connaissent ne doutent pas que j’en fasse gloire et profession. »

Jean Deprun, dans son article d’introduction aux Œuvres du marquis dans la Pléiade pose la question « Sade fut-il philosophe ? » pour répondre par l’affirmative : « Sade est philosophe au sens polémique du mot. Philosophe ne veut pas dire ici confrère posthume de Platon ou de Descartes, mais adepte des Lumières. » S'il a bien été philosophe, son appartenance à la franc-maçonnerie reste controversée et débattue entre historiens,,.
Sade est résolument un homme des Lumières et son matérialisme a toujours procédé des Lumières les plus radicales. Les « dissertations » (le mot est de lui) philosophiques qu’il fait alterner avec les scènes de ses romans sont le plus souvent des emprunts directs — parfois de plusieurs pages — aux philosophes matérialistes des Lumières : Helvétius, d’Holbach, La Mettrie, Diderot. Michel Delon a aussi fait remarquer à quel point l’œuvre de Sade est parallèle à celle de Rousseau, affirmation reprise et nuancée par Jean Terrasse : « Sade explore le non-dit du système rousseauiste, les pulsions motivant le passage de l'état de nature à l'état civil, objet d'un savoir sur lequel le philosophe de Genève fait silence ».
Cependant, et c'est tout le problème de Sade, il en a lui-même parfaitement conscience, on relève trois importantes déviances dans sa pornographie développées par les personnages qu'il met en scène dans celle-ci, par rapport aux principes des Lumières dont il est lui-même un des plus fermes représentants : l’« isolisme », l’homme désirant, dans sa pornographie, est un solitaire ; autrui n’est pour lui qu’une proie, un moyen de plaisir ou, au mieux, un complice ; l’« intensivisme », il faut pour que le plaisir soit complet que le choc soit le plus violent possible, tout est bon quand il est excessif ; et l’« antiphysisme », la nature est mauvaise et la seule façon de la servir est de suivre son exemple, la nature ne dispose que d’éléments en nombre fini, le meurtre, la destruction sous toutes ses formes lui permettent non seulement de multiplier, mais de renouveler ses productions.
Sade est tout entier ce nœud gordien. Lumière radicale, il est aussi un homme hanté par une sexualité où règne le mal. C'est ainsi qu'on peut lire dans une œuvre non-pornographique l'exact contraire de ce qu'on peut lire dans une œuvre pornographique. Exemple : dans sa pornographie on voit ses libertins développer avec une effrayante et implacable logique l'« antiphysisme », ailleurs il ne cesse de dire, à propos des passions, « comme si la nature se mêlait de tout cela » et a toujours bien distingué « philosophie physique », science, et « philosophie morale », « sciences humaines » (il est l'un des premiers à faire usage de cette formule). Penseur rigoureux, total, il attend, exige, que la philosophie pense tout.
Avec Sade, le nouvel horizon que viennent d'élaborer les Lumières, est déjà caduc, immédiatement renvoyé à ses carences. Il faudra bien un jour penser le mal et « l'infracassable noyau de nuit (selon A. Breton) », « de la sexualité qui parfois se chevauchent, et même fusionnent dans la pornographie de Sade. C'est là qu'il attend le philosophe ou autre, d'un pied qu'on ne vit jamais aussi ferme ici. »

## Positions sur la religion
L'athéisme est un thème récurrent dans les écrits de Sade, ses personnages niant avec vigueur l'existence de Dieu autant qu'ils contestent la morale chrétienne. Le Dialogue entre un prêtre et un moribond tourne tout entier autour de la réfutation de l'existence de Dieu. L'athéisme exprimé dans ce texte est encore raisonné et serein, mais il se radicalise dans les œuvres postérieures, devenant de plus en plus virulent et extrême. Sade lui-même se dit « athée jusqu'au fanatisme ». Réclamant à Mme de Sade un livre de d’Holbach, il se déclare « sectateur jusqu’au martyre, s’il le fallait » de l’athéisme qui y est exposé. En tant que secrétaire de la section des Piques, il écrit, signe de son nom et lit devant la Convention nationale le texte d'une pétition sur l'abandon des « illusions religieuses », réclamant notamment que les lieux de cultes soient transformés en temples dédiés aux « vertus » et que « l'emblème d'une vertu morale soit placé dans chaque église sur le même autel où des vœux inutiles s'offraient à des fantômes ».
Sade est généralement cité comme l'un des athées les plus virulents parmi les auteurs de la littérature française, et l'apôtre d'une pensée matérialiste issue du contexte intellectuel du XVIIIe siècle,,,. Maurice Blanchot estime que « l'athéisme fut sa conviction essentielle, sa passion, la mesure de sa liberté ». Gilbert Lely juge que l'athéisme de Sade englobe « une égale et furieuse réprobation de tout ce qui représente à ses yeux une entrave à la liberté native de l'homme, qu'il s'agisse d'une tyrannie d'ordre religieux, politique ou intellectuel ».
Pierre Klossowski a émis dans l'ouvrage Sade mon prochain (paru en 1947) une thèse sur l'athéisme de Sade, qu'il juge paradoxal, estimant qu'on ne peut blasphémer — ce que Sade, via ses personnages, fait avec constance — contre un Dieu que l'on estime par ailleurs inexistant. Klossowski postule que Sade prend « le masque de l'athéisme pour combattre l'athéisme ». Cette interprétation suscite alors des polémiques : l'écrivain surréaliste Guy Ducornet publie le pamphlet Surréalisme et athéisme : « à la niche les glapisseurs de dieu ! », dans lequel il s'en prend notamment à Sade mon prochain. Albert Camus reprend par la suite l'argument de Klossowski, jugeant que « devant la fureur du sacrilège », on hésite à croire à l'athéisme de Sade, malgré ce que ce dernier croit et affirme. Simone de Beauvoir écrit, dans Faut-il brûler Sade : « Malgré l'intérêt de l'étude de Klossowski, j'estime qu'il trahit Sade quand il prend son refus passionné de Dieu pour l'aveu d'un besoin ». Klossowski lui-même finit par renoncer à sa lecture, et l'indique dans une réédition de Sade mon prochain. L'universitaire Laurent Jenny juge que l'hypothèse de Klosskowski sur une « stratégie littéraire », que Sade aurait suivie en jouant l'athéisme, est difficile à concilier avec le texte rédigé pour la section des Piques ; il reconnaît néanmoins à Klossowski le mérite d'avoir « problématisé » l'athéisme de Sade.
Les écrits de Sade laissent entendre qu'il ne considérait les insultes envers Dieu, être selon lui inexistant, que sous l'angle de l'excitation qu'elles pouvaient apporter. Jean-Baptiste Jeangène Vilmer, qui rapporte cette interprétation, souligne cependant : « Dans quelle mesure les blasphèmes sont réellement compatibles avec l’athéisme. Ce sont des insultes. Or pour être cohérentes elles impliquent forcément deux conditions préalables : l’existence et l’importance de ce qui est insulté. Le problème est que Sade athée nie l’un et l’autre. Il passe donc son temps à s’adresser à des êtres qui n’existent pas, à profaner des chimères auxquelles soi-disant, il n’accorde pas la moindre considération. Ce paradoxe célèbre intrigue depuis toujours les commentateurs ». Le même auteur note que « l’athéisme de Sade est complexe et que ses rapports avec la religion sont ambivalents » : connaisseur des textes religieux, Sade semble avoir reconnu à la religion un rôle social, la rejetant en constatant qu'elle échouait à faire le bonheur des hommes. Selon une autre interprétation, la virulence du blasphème et de l'athéisme sadiens viendraient de ce que Sade reproche à Dieu de ne pas exister : l'inexistence même de Dieu est alors perçue comme cause de l'injustice, dont Sade lui-même se juge victime.

## Dans les arts et la culture populaire

### Littérature
Bibliographie spécifique

#### Bande dessinée
Les œuvres du Marquis de Sade ont été plusieurs fois adaptées en bande dessinée, souvent dans les genres érotique ou pornographique. Juliette de Sade est paru en deux albums (1979 et 1983, scénario de Francis Leroi, dessins de Philippe Cavell) aux Éditions Dominique Leroy. Guido Crepax a publié une adaptation de Justine, parue en France en 1980 aux Éditions du Square. Les 120 journées de Sodome (dessins et scénario de Da Silva) est paru en 1990 chez Magic Strip. La série britannique Les Malheurs de Janice (quatre albums parus en France chez IPM, scénario et dessin d'Erich von Götha) s'inspire nettement de l'univers du Marquis de Sade, sans l'adapter directement.
Le Marquis de Sade lui-même a été le personnage principal d'une série de bande dessinée italienne en petit format, intitulée De Sade, qui le mettait en scène dans des situations aventureuses pimentées d'érotisme. Publiée dans les années 1970 par Ediperiodici, cette série est inédite en France. Il est l'un des personnages de la série de comic Les Invisibles, de Grant Morrison. Sade est le protagoniste d'un album intitulé Sade : l'aigle, mademoiselle (scénario de Jean Dufaux, dessins de Griffo), paru en 1991 chez Glénat. Le Marquis joue aussi un petit rôle dans la bande dessinée Petit Miracle de Valérie Mangin et toujours dessiné par Griffo et édité par Soleil Productions.

### Filmographie

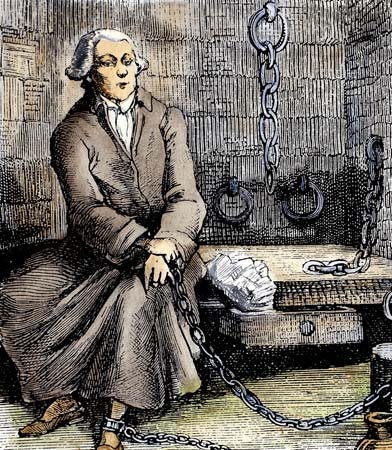
Représentation imaginaire du marquis de Sade prisonnier (XIXe siècle).

Sade et son œuvre ont fait l'objet de nombreux films, qu'il s'agisse d'adapter l'un de ses romans, de raconter la vie du marquis, ou simplement d'y faire référence : outre les adaptations littéraires et les biographies historiques, ces productions relèvent des genres les plus divers, allant du film d'horreur au film expérimental, en passant par les films érotiques et pornographiques. En mettant à part ceux qui ne comportent qu'une allusion au marquis ou à son univers, ces films, quelle que soit leur nature, n'entretiennent souvent qu'un rapport éloigné avec la réalité historique, comme avec les sources littéraires : ainsi, Sade y est parfois représenté comme un séducteur au physique de jeune premier, ou au contraire comme un monstre de film d'épouvante, tandis que ses romans ont été adaptés de manière très libre, voire fantaisiste, et leur action transposée à diverses époques.

#### Cinéma
Parmi les films adaptant directement Sade ou faisant simplement allusion à son œuvre ou à sa vie :
- 1927 : Napoléon d’Abel Gance avec Conrad Veidt dans le rôle du Marquis.
- 1930 : L'Âge d'or : film français de Luis Buñuel, avec la collaboration de Salvador Dalí pour le scénario.

Le dernier épisode, transposition des Cent Vingt Journées de Sodome, évoque une orgie dont l'un des protagonistes est le Christ.
- 1952 : Hurlements en faveur de Sade : film expérimental sans images de Guy Debord.
- 1963 : Le Vice et la Vertu : film franco-italien de Roger Vadim, qui transpose les personnages de Justine et Juliette, interprétées respectivement par Catherine Deneuve et Annie Girardot, dans le contexte de la Seconde Guerre mondiale.
- 1965 : Le Crâne maléfique ou Les Forfaits du Marquis de Sade (The Skull) : film d'épouvante britannique de Freddie Francis. Le crâne du Marquis de Sade, conservé, puis volé par un curieux, est porteur d'une malédiction.
- 1967 :
  - Marat-Sade : film britannique de Peter Brook avec Patrick Magee dans le rôle de Sade, et Ian Richardson. Adaptation de la pièce de Peter Weiss (voir § Au théâtre ci-dessous).
  - Valmy d’Abel Gance avec Serge Gainsbourg dans le rôle du Marquis.
  - Moi, marquis de Sade de Mac Ahlberg et Peer Gulbrandsen avec Gabriel Axel dans le rôle du marquis de Sade.
- 1968 : The Devil in Velvet de Larry Crane avec Karl Steen dans le rôle du Marquis de Sade.
- 1969 :
  - La Voie lactée : film franco-germano-italien de Luis Buñuel, avec Michel Piccoli dans le rôle de Sade.
  - Les Deux beautés ; autres titres français : Justine ou les infortunes de la vertu (Marquis de Sade : Justine) : film italo-américano-germano-britannique de Jess Franco. Justine et Juliette sont interprétées par Romina Power et Maria Rohm. Avec également Jack Palance. Klaus Kinski interprète le rôle du marquis de Sade.
  - Le Divin marquis de Sade : film américain de Cy Endfield, avec Keir Dullea dans le rôle de Sade, John Huston et Lilli Palmer.
  - Justine ou les Infortunes de la vertu de Jesús Franco, joué par Klaus Kinski.
  - Juliette de Sade, film érotique italiende Lorenzo Sabatini.
- 1970 : Les Inassouvies : film germano-espagnol-britannique de Jess Franco avec Marie Liljedahl, Maria Rohm, Christopher Lee.
- 1971 : 
  - La Marquise de Sade de Kurt Nachmann.
  - La Philosophie dans le boudoir ; autres titres français : De Sade 76, film français de Jacques Scandelari.
- 1972 : Justine de Sade, film français de Claude Pierson avec Alice Arno dans le rôle de Justine.
- 1974 : Eugénie de Sade : film français de Jess Franco avec Soledad Miranda dans le rôle de Eugénie de Franval.
- 1975 : Salò ou les 120 Journées de Sodome : film italien de Pier Paolo Pasolini. Pasolini a adapté le roman de Sade au contexte italien en situant l'action dans la république fasciste de Salò, durant les derniers mois de la Seconde Guerre mondiale et en superposant la progression des quatre mois sadiens et les cercles de l’Enfer, décrits par Dante.
- 1977 : Monsieur Sade, film expérimental de Jacques Robin, avec Bernard Sury, Frédérique Monge et Juliette de Fillerval.
- 1983 : Le Marquis de Sade de Patrick Antoine avec Bruno Cremer.
- 1988 : Waxwork, film d'épouvante américain de Anthony Hickox. Le « divin marquis » (interprété par J. Kenneth Campbell) est représenté comme un monstre de légende, aux côtés du Comte Dracula, du loup-garou et de la momie.
- 1989 : Marquis de Henri Xhonneux et Roland Topor : film inspiré de la détention de Sade. Les comédiens portent des masques d'animaux anthropomorphes.
- 1993 : Le Marquis de Sade (Night Terrors), film d'épouvante américainde Tobe Hooper, avec Robert Englund. Un descendant du marquis de Sade commet des crimes inspirés des œuvres de son ancêtre. Sade lui-même, représenté comme un être monstrueux, apparaît dans des scènes d'hallucinations. Robert Englund interprète les rôles de Sade et de son descendant.
- 1994 : Marquis de Sade, film pornographique italien de Joe D'Amato, avec Rocco Siffredi dans le rôle du marquis de Sade[126].
- 1996 : Les Conspirateurs du plaisir : film tchèque de Jan Svankmajer, le film s'ouvre sur des illustrations du Marquis de Sade et développe le thème du fétichisme et de la relation sado-masochiste.
- 2000 :
  - Jack of all Trades de Josh Becker avec Stuart Devenie dans le rôle du marquis.
  - Quills, la plume et le sang (Quills) : film américain de Philip Kaufman avec Geoffrey Rush dans le rôle du marquis de Sade, et Kate Winslet.
  - Sade : film français de Benoît Jacquot avec Daniel Auteuil dans le rôle de Sade, et Isild Le Besco, d'après le roman de Serge Bramly.
- 2012 : Rjevski contre Napoléon Marius Waisberg avec Mikhaïl Galoustian dans le rôle du marquis.
- 2020 : Les Mélancolies de Sade de Guy Marignane avec Didier Sauvegrain dans le rôle du marquis.

#### Télévision

##### Téléfilm
- 1992 : La Marquise de Sade : téléfilm suédois d’Ingmar Bergman.
- 1996 : Marquis de Sade de Gwyneth Gibby, avec Nick Mancuso dans le rôle du marquis de Sade.
- 1999 : Sade en procès de Pierre Beuchot avec André Dussollier.

### Théâtre et arts vivants
- Charles Méré, Le Marquis de Sade, 1921
- Peter Weiss, Marat-Sade (Die Verfolgung und Ermordung Jean Paul Marats dargestellt durch die Schauspielgruppe des Hospizes zu Charenton unter Anleitung des Herrn de Sade), 1963

    Les malades de l'hospice de Charenton jouent, sous la direction du marquis de Sade et sous le regard vigilant de Coulmier, directeur et premier spectateur, une pièce sur la Révolution française et la mort de Marat. Celui qui joue Marat est un paranoïaque retenu dans sa baignoire pour un traitement hydrothérapique, Charlotte Corday est une hypotonique se comportant en somnambule, Duperret est un érotomane, Roux un fanatique de la politique…
- Yukio Mishima (1925-1970), Madame de Sade, 1969, adapté en français par André Pieyre de Mandiargues en 1976

    « Sade vu à travers le regard des femmes » comme l'écrit l'auteur : dans le salon de Mme de Montreuil, six femmes - l'épouse, sa sœur, sa mère, une amie d'enfance, une courtisane et la domestique - sont réunies par trois fois, entre 1772 et 1790, pour évoquer le marquis de Sade emprisonné.
- Michèle Fabien, Notre Sade, Bruxelles, Éditions Didascalies, 1985 Prix Triennal de Littérature Dramatique 1987 - Belgique
- Enzo Cormann, Sade, concert d'enfers, 1989

    Enzo Cormann fait éclater Sade en plusieurs personnages, joués par des acteurs d'âge différent : le jeune libertin dans le contexte de la dégénérescence d'une fin de règne monarchique, le prisonnier de la Bastille qui se découvre écrivain, le dramaturge dépassé par la folie révolutionnaire, l'interné à l'asile de Charenton qui porte un regard amer sur sa propre vie.
- Doug Wright, Quills, 1995, mise en scène et espace scénique: Jean-Pierre Cloutier, Robert Lepage, 2016, reprise 2023
- Pierre Bourgeade, Theresa, mélodrame fantastique en quatre tableaux, dans une mise en scène de Marc André, musique de Marius Constant, Théâtre des Carrières, Château de Lacoste, 1995. Reprise en Allemagne sous le titre : Sade-Teresa : phantastisches Melodram in vier Bildern. Mise en scène : Henry Akina, Brynmor Jones. Représentation à Berlin, en 1996, au Berliner Kammeroper.
- Bernard Noël, Le Retour de Sade, 2004
- Pierre-Alain Leleu, D.A.F. Marquis de Sade, Ciné 13 Théâtre à Paris, 2013
- Ion Ciobanu, Le transfert ou la psychanalyse dans le boudoir, l'Harmattan, 2014[N 21]

### Musique

#### Rock
- Marquis de Sade, groupe de musique français.

### Bibliographie

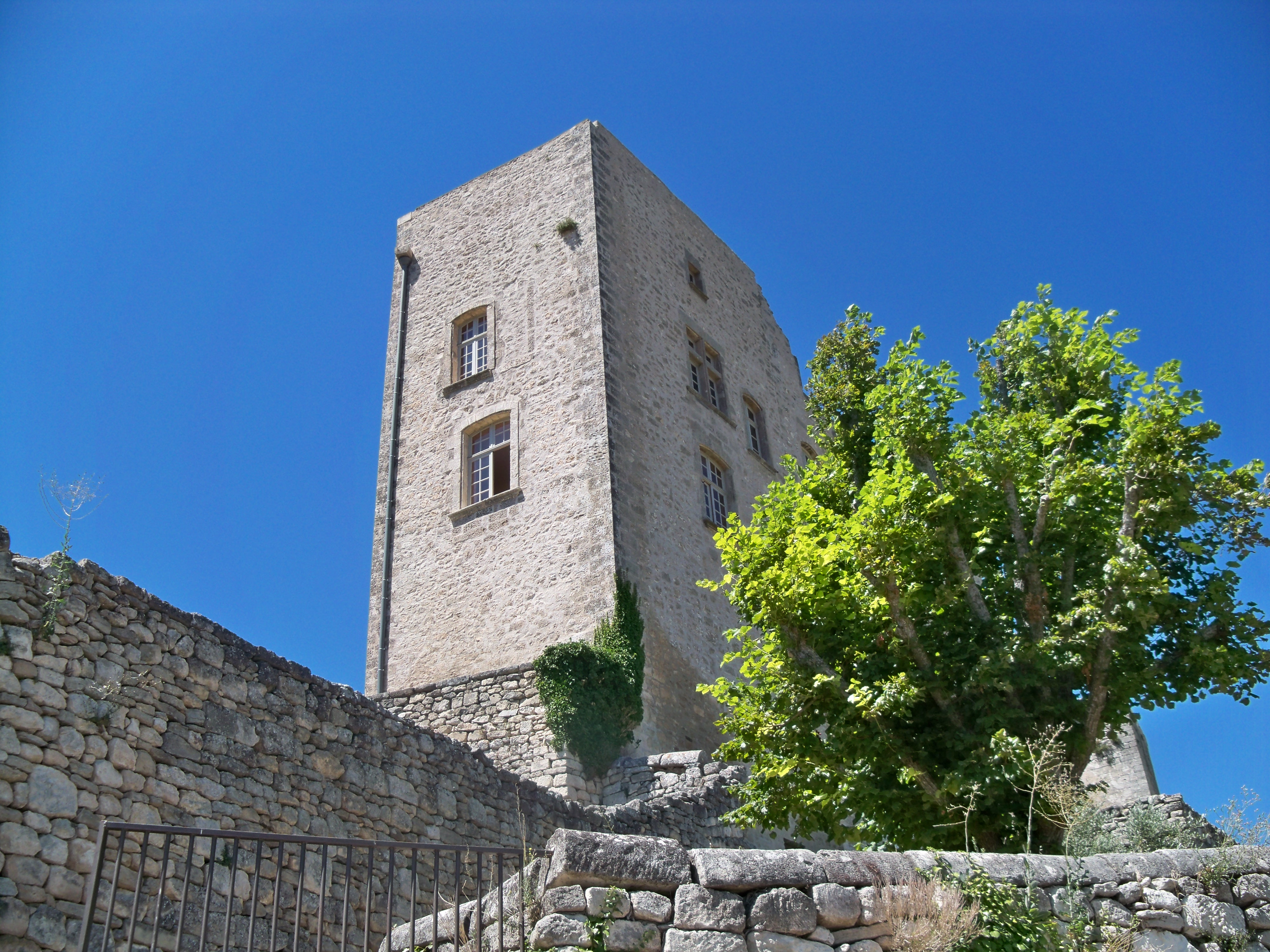
Le château de Lacoste racheté et rénové par Pierre Cardin en 2001.